# Magaliesberg
El Magaliesberg és una cadena de muntanyes de Sud-àfrica que culmina a 1.853 metres d'altitud. Aquestes muntanyes de les quals la formació remunta a aproximadament dos mil milions d'anys són entre les més antigues del món. El Magaliesberg s'estén sobre 196 km amb forma de essa estirada, des de l'est de Pretòria a la província del Gauteng fins a la província del Nord-oest, al nivell del Pilanesberg.
Aquesta regió ha conegut l'aparició dels primers homínids, fa vora tres milions d'anys. De nombrosos fòssils testifiquen d'aquesta ocupació ancestral de la regió.
Des de les exploracions naturalistes segle xix, el Magaliesberg ha evolucionat i avui esdevingut un territori on coexisteixen diverses activitats. L'explotació de les matèries primeres i l'agricultura antiga comparteixen la puixança del desenvolupament turístic important a la segona meitat del segle xx. Són la història de la regió i la diversitat de la fauna i de la flora que constitueixen els principals atractius d'aquesta nova activitat; Totes aquestes activitats són nous reptes ecològics pel que fa a la preservació de l'ecosistema.

## Toponímia
Magaliesberg prové del nom propi Mohale Mohale (o Mogale Mogale). Aquest home era el cap de la tribu Po en el moment del Grand Trek dels Voortrekkers entre 1835 i 1852. Els Voortrekkers transformaren aquest nom en Magali. Magaliesberg significa doncs la « muntanya de Mohale » Abans d'aquest període, la regió era designada per la denominació de muntanyes Cashan (o Kgaswane) en l'honor d'un cap Tswana.

## Geografia
El Magaliesberg és situat al quart nord-oest de Sud-àfrica. La cadena s'estén sobre aproximadament 120  segons un eix "est/nord-oest" que travessa dues províncies: el límit oriental es troba a l'est de Pretòria, al Gauteng mentre que el límit occidental és localitzada al sud del Pilanesberg, a prop de la ciutat de Rustenburg, a la província del Nord-oest. Aquesta corba que forma el Magaliesberg separa l'altiplà del Highveld al sud del Bushveld al nord. Encara que el mont Nooitgedacht culmina a 1 853 metres d'altitud, la seva elevació respecte a la resta de l'altiplà no és de 300 metres aproximadament.

### Topografia

#### Geomorfologia
Malgrat altituds relativament importants, el Magaliesberg no s'eleva més que alguns centenars de metres a sobre de l'altiplà; Nooitgedacht, el punt culminant amb 1 853 metres d'altitud, no és més amunt que 532 metres respecte a la vall del riu més proper.

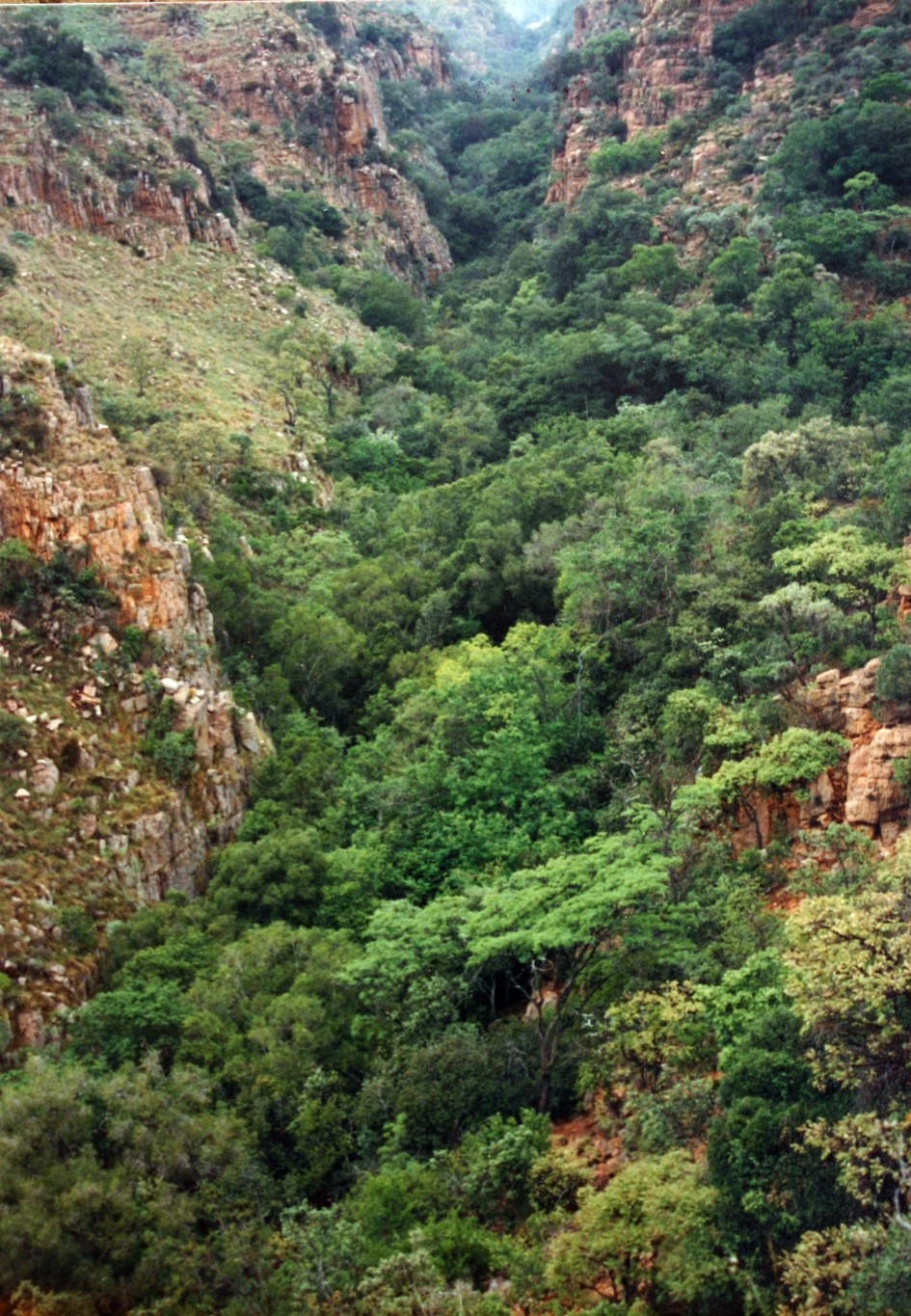
La gorja Tonquani al Magaliesberg

Diversos entorns són representats a la cadena Magaliesberg. La cresta és el resultat d'una glaciació del Carbonífer que n'aplanà el relleu. El sòl és majoritàriament compost de quarsita. És un territori amb les condicions climàtiques rudes i la coberta floral limitada. La pluviometria és lleugerament més important que en altres llocs a la regió a causa de l'altitud però és aquí que les temperatures són les més fredes: la quarsita és una roca clara i la seva albedo és, doncs, alta. En el moment d'aiguats tempestuosos, els llampecs que copegen afecten la cresta fent esclatar la roca El cas de les crestes dobles és diferent. A certs llocs on la diabasa se superposa a la quarsita, aquesta primera roca pateix una erosió més forta : dues crestes es formen. Entre les dues, el sòl fèrtil és més profund que en el cas de les crestes simples; en conseqüència, la flora hi és més representada. Un exemple de cresta doble és situat a la reserva de Rustenburg: L'espai separant les dues crestes és de tres quilòmetres, l'estany que s'ha format constitueix la més gran extensió aquàtica natural del Magaliesberg.
Els penya-segats que mesuren diverses desenes de metres reben poca insolació. A l'estiu, les roques queden fredes i la floridura s'evapora poc la qual cosa permet a un cert tipus de vegetació de particular A l'hivern, els penya-segats orientats cap al sud pateixen temperatures negatives mentre que aquelles orientades cap a l'oest són més assolellats : és el cas d'aquelles situades al nord de Rustenburg que presenten una flora específica. Les gorges són majoritàriament presents sobre la cara nord, al centre de la cadena, sobretot entre els embassaments de Hartbeespoort i d'Olifantsnek Aquests barrancs han estat creats per l'erosió de l'aigua que discorre durant la pluja sobre la quarsita de les crestes. El seu desnivell pot arribar a 100 metres.
Finalment, els pendents meridionals i septentrionals difereixen entre ells. Els primers són composts de còdols de quarsita de gran talla a la seva part més alta : aquests codolars creen abrics propicis a la floridura -fongs- i a un ecosistema que es desenvolupa entre les penyes. Més avall sobre aquests pendents, els despreniments són de talles reduïdes perquè són antics i doncs més erosionats. Aquí l'humus i l'argila són majoritàries. Els cursos d'aigua temporals de l'estació humida afaiçonen la topografia desigual d'aquest territori. Els contraforts que separen els torrents són secs i rocosos però les herbes poden tanmateix desenvolupar-s'hi. L'esquist s'estén de vegades més lluny que el pendent principal i forma així turons al peu del pendent : aquests últims són rics en argila i coberts d'un teixit herbaci. La pastura excessiva ha destruït durament aquesta flora.
Al vessant oposat, els pendents septentrionals són difícilment diferenciables de la cresta. En alçada, són més àrids que els pendents orientats cap al sud Tanmateix, malgrat precipitacions més fluixes, diversos cursos d'aigua permanents hi són presents L'erosió és allà també accentuada per la pastura: la flora serveix de coberta protectora a la roca.

#### Cimeres principals

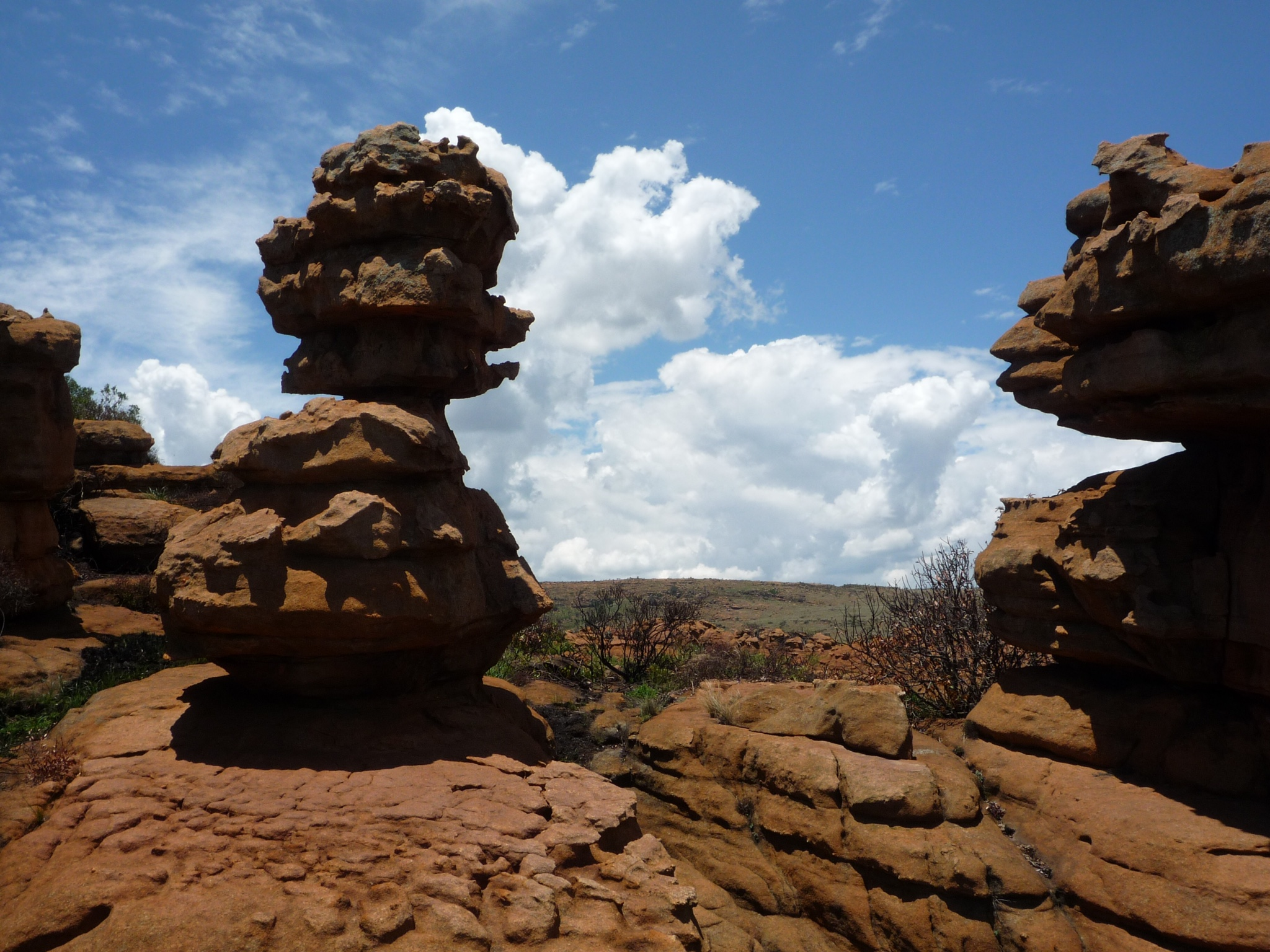
Efectes de l'erosió diferencial segons estrats en la roca

D'oest cap a l'est, les cimeres principals són les següents:
| Nom Cimera      | Altitud (m) |
| --------------- | ----------- |
| Tshufi          | 1 592       |
| Rustenburgkloof | 1 688       |
| Nooitgedacht    | 1 853       |
| Doornhoek       | 1 786       |
| Versigtig       | 1 563       |
| Myoko           | 1 523       |
| Sun Glory       | 1 601       |

### Hidrografia
La solidificació del magma de tot el Bushveld que s'estén al llarg de diversos milions d'anys ha permès que l'aigua s'infiltri en enormes coves que ara formen grans dipòsits subterranis que alimenten la majoria dels cursos d'aigua de la regió El Magaliesberg és travessat per cinc rius principals dels quals la més important és el Riu Cocodril. Pren la seva font a la cadena del Witwatersrand i hi aporta cabal al riu Limpopo al nord. Els rius Hennops i Magalies són afluents del Cocodril La font del Magalies és situada a l'oest de la ciutat de Magaliesburg. El Cocodrile és també alimentat pel riu Swartspruit -molt contaminat des de fa uns anys- i per altres cursos d'aigua a l'estiu. En general tota la contaminació dels afluents acaba a les aigües del Crocodile, la qual cosa ha esdevingut un problema greu.
El riu Apies travessa Pretòria del sud cap al nord abans de travessar el Magaliesberg i d'agafar la Cocodril. El riu Pienaars flueix des de la cadena del Bronberg, al sud, fins a Baviaanspoort, 20 quilòmetres més al nord; també és un afluent del Cocodril. Solament els rius Honde i Elands no són afluents del Cocodril; tots dos tenen la seva font a l'est del Magaliesberg, L'Elands s'ajunta amb l'Olifants, 170 km al nord. A Derdepoort, dos cursos d'aigua de flux baix, el Hartebeesspruit i el Moretelespruit aprofiten un passatge ample de 3 quilòmetres creat per l'acció erosiva de rius molt antics.

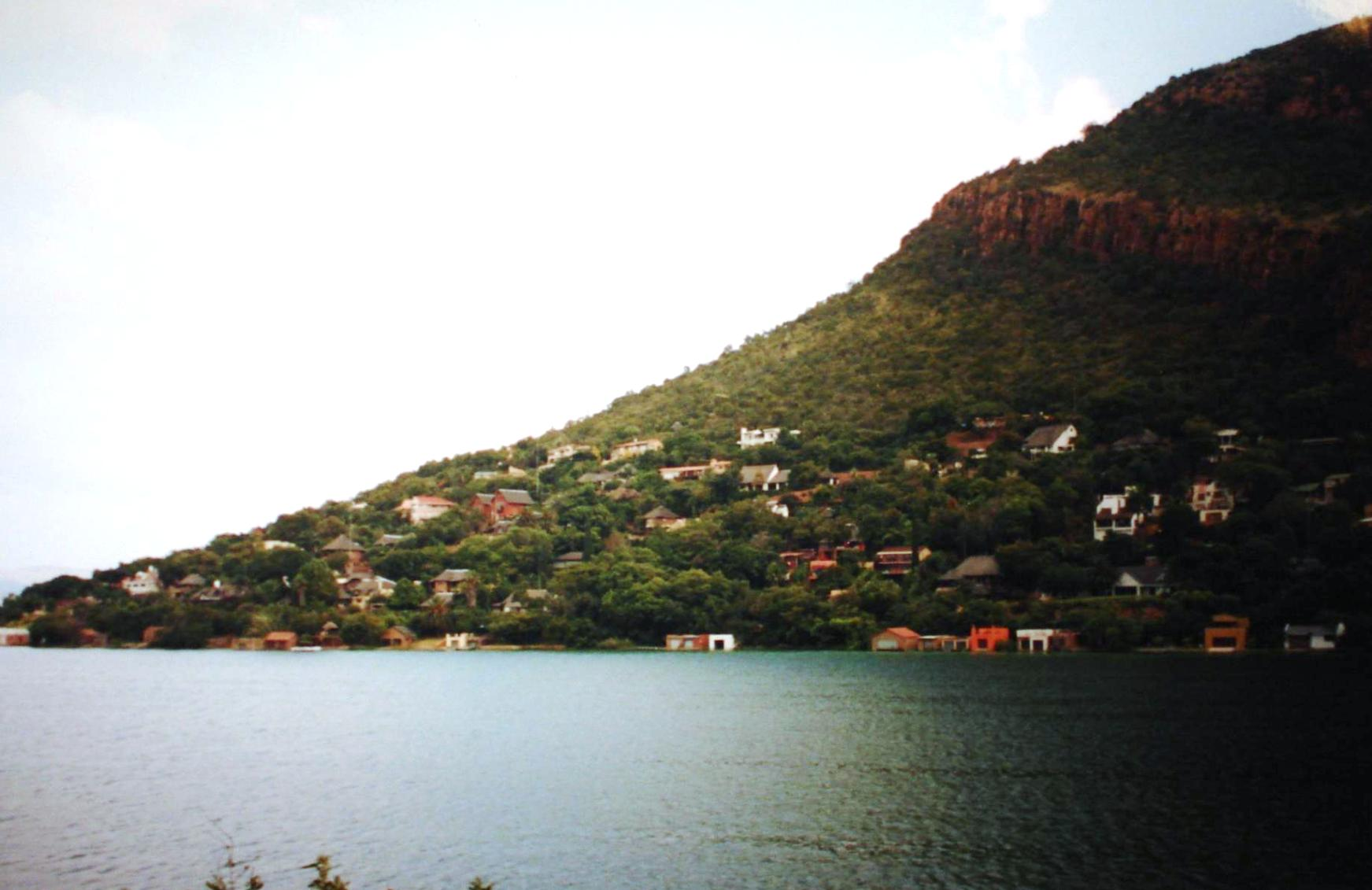
El reservori de l'embassament d'Hartbeespoort

Tres embassaments importants han estat construïts a la regió entre 1916 i 1933 El primer i el més important és l'embassament de Hartbeespoort que s'acabà l'any 1923. La seva construcció és motivada per la necessitat en aigua dels agricultors de la regió : irriga avui una regió de 130 km². A l'origen, l'embassament produïa també energia hidroelèctrica, aquesta activitat no té vigència actualment. El seu llac de retenció d'aigua és relativament important, ja que és de mitjana 195 milions de metres cúbics i que s'estén sobre 12 quilòmetres d'est a oest. És alimentat pel riu Magalies i el Cocodril. Tanmateix, l'aigua de llac és de mala qualitat. En efecte, el llac sofreix d'una excessiva eutrofització havent per principal causa la contaminació en nitrats i en fosfats dels seus afluents. Aquesta contaminació és causada per l'agricultura intensiva i pels abocaments industrials al voltant de Pretòria
A 70 km a l'oest es troba l'embassament d'Olifantsnek, posat en servei l'any 1926. Aquest edifici és deu vegades més petit que l'embassament de Hartbeespoort El seu cub de retenció és d'aproximadament 14 milions de metres cúbics, alimentat pel riu Hex que és afluent de l'Elands (un altre que s'uneix a l'Olifants), a l'est del Pilanesberg. Els corrents temporals també flueixen al dipòsit a l'estiu
Finalment, l'últim embassament construït posseeix també el més petit dipòsit, es tracta de l'embassament de Buffelspoort. Fou acabat l'any 1933 i la capacitat del seu dipòsit se situa al voltant 10,7 milions de metres cúbics Tanmateix, és alimentat per rius descendents dels barrancs i l'aigua d'aquests és clara perquè és filtrada per la roca i rep pocs contaminants; és aquest dipòsit el que menys capacitat dels tres té.
Diversos corrents flueixen en gorges excavades per l'erosió La verticalitat d'aquest entorn condueix a la formació de cascades que foraden la roca en forma de piscines naturals. Molt cursos d'aigua temporals s'hi formen després dels aiguats estivals

### Geologia
La regió de Magaliesberg té una història geològica molt antiga que es pot dividir en quatre períodes principals. La quarsita, la dolomita, l'esquist-argilenc, la pissarra, el chert i la pedra calcària provenen d'un dipòsit sedimentari que es remunta als 3 (tres milers de milions d'anys) quan hi havia un mar poc profund que cobria la major part del Transvaal. Les ribes d'aquesta mar eren constituïdes de granit. Aquesta primera capa sedimentària és coneguda sota el nom de «Black Reef». L'edat de la sedimentació s'estén aproximadament 300 milions d'anys.
La «seqüència del Transvaal» debuta aproximadament fa 2 300 Ma L'aparició d'algues primitives, juntament amb la salinitat de l'aigua, condueix a un segon dipòsit de Roca carbonatada consistent en dolomia als llocs on la mar era més profunda i hi havia molts dipòsits orgànics; on hi havia precipitació d'aigua dolça per reduir la concentració de sílice, es formava chert. Aquestes dues roques són reunides a la «Dolomita Malmani »
La Dolomita Malmani, una successió de roques de carbonats stramotolítiques, amb chert interbegut i pissarra i quarsita subordinades, es desenvolupa a tota la conca del Transvaal. En les porcions axials de la conca, el Malmani està recobert per la Formació Penge (amb bandes ferruginoses en gran manera) que al seu torn està coberta per la Formació Duitschland (carbonats amb sediments clàstics). Aquesta tríada, dominada per la sedimentació de tipus químic, es coneix aquí com el Grup Olifants.
Les algues de l'origen del dipòsit carbonatat es troben fossilitzades a la dolomia: allò forma stromatòlits. La talla d'aquests fòssils és variable, ja que se'n troba mostres d'alguns centímetres a roques de diversos metres de diàmetre. L'aigua es filtra en les grans cavitats deixades per l'argila i la dolomita una vegada que s'han solidificat. El mar s'asseca gradualment i, amb l'augment de la temperatura, la sorra cristal·litza i preserva així les arrugues creades per les ones.

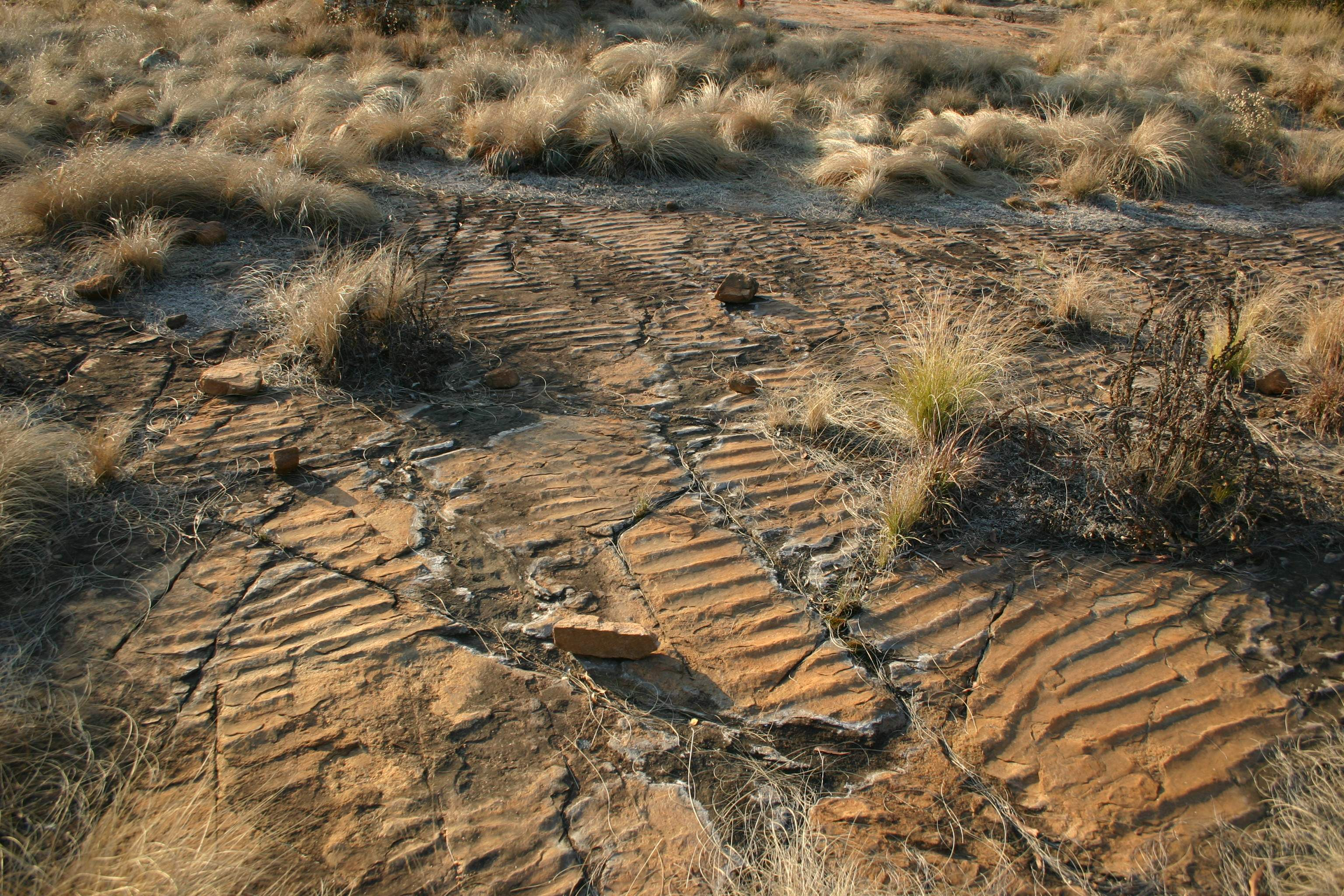
Aquestes ondulacions fossilitzades a la roca testifiquen de la presència d'una mar després dessecada

Fa uns dos mil milions d'anys, un vessament massiu de magma va provocar una formació anomenada "conjunt de Bushveld" es forma en un dipòsit subterrani la superfície estimada de la qual és de 65 000 km² El magma es va infiltrar a les esquerdes de la dolomita i el chert. El magma s'infiltra a les fissures deixades per la dolomita i el chert. La solidificació distribuïda en 30 Ma aporta una àmplia varietat de minerals incloent crom, platí, ferro en grans quantitats, níquel i estany. L'enorme força generada per aquesta intrusió llavors retorna als costats els sediments més joves que fins ara eren subterranis. Al contrari, l'estructura sedimentària més antiga i més gruixuda de diversos centenars de metres cau a l'interior del Bushveld: la cadena així formada és escarpada Amb el temps, només les capes sedimentàries més fortes van resistir l 'erosió combinada de la pluja i el vent, principalment la quarsita i el chert (semblant al sílex).
La "seqüència de Karoo" comença fa 345 Ma durant el període carbonífer. Aquest nom es justifica per la presència d'una vasta selva tropical al lloc d'Europa actual; però per al centre del supercontinent de Gondwana, la situació és molt diferent. En efecte, la gran glaciació de « Dwyka » s'estén durant vora 65 Ma, erosiona les muntanyes a aproximadament la meitat de la seva altitud prèvia. Es produeix una inversió climàtica a la regió al final d'aquesta glaciació, 280 anys abans de la nostra època. El sud del continent és un pantà gegantí de dinosaures: s'han descobert molts fòssils. L'aiguamoll es desseca i es transforma a poc a poc en una vasta plana àrida a continuació en un gran desert Es fan dipòsits en cada etapa més una capa de restes volcàniques a causa de les erupcions causades per la separació de Gondwana en altres continents. 63 Ma BP, la cadena es cobreix amb 10 km de dipòsits, però es restableix una intensa erosió.
Aquesta erosió és total per al Magaliesberg i les antigues roques estan descobertes novament Però la quarsita i l'esquist són també subjectes a aquesta erosió que prossegueix encara avui. L'esquist és més friable que la quarsita però situat a sota. L'erosió provoca "tarteres" que formen els vessants de les muntanyes La quarsita sense suport es desploma al seu torn. La intromissió magmàtica del "conjunt Bushveld" havia debilitat la quarsita recristalitzant-la: els grans cristalls es poden esmicolar a mà. L'erosió comporta el retrocés de les muntanyes cap al nord i una reducció equivalent de l'altitud de la cresta i de les valls La presència de falles accentua aquest fenomen que és a l'origen de la creació de les kloofs (significa « barranc » en afrikaans). En efecte, les zones aïllades pels falles pateixen una erosió més forta i més ràpida Aquests falles són sobretot visibles a l'oest de Rustenburg i a Hartbeespoort on un embassament ocupa la localització de la falla.
Els rius i passos actuals s'establiren fa uns 20 Ma. Els llits dels rius de la "seqüència de Karoo" s'han format sobre una plana. Però l'erosió dels dipòsits descobreix la cresta de les muntanyes de quarsita i obliga l'aigua a fluir cap a l'est o l'oest. L'aigua flueix tant a través de buits com les falles i jaços secs o bé es crea un pas en roques friables del sud de Magaliesberg Fins i tot si la fortalesa d'aquests rius s'ha debilitat des de llavors, les seves marques encara són visibles al territori, especialment a Derdepoort.

### Clima
El Magaliesberg es troba a la frontera de dues regions amb climes diferents: al nord, el Bushveld té un paisatge de sabana específic per a les regions càlides; Al sud, Highveld és molt més fresc i rep més precipitacions. Les temperatures varien segons l'altitud; a Rustenburg (1.170 m), la temperatura mitjana anual és de 18.1 °C  però baixa dos graus a Koster, que es troba a una alçada de 1.626 metres. Les mitjanes altes són a l'any al voltant de 26 °C, les mitjanes baixes al voltant de 10,5 °C. El Magaliesberg està sotmès a precipitacions tempestuoses a l'estiu; el període més plujós és el mes de gener, amb una mitjana de prop de 135 mm de pluja en poc més de deu dies. D'altra banda, l'hivern és molt sec: una mitjana de dos mil·límetres de precipitació cau al juliol. La mitjana anual és d'uns 700 mm. Els vessants meridionals poden estar sotmesos a masses de gel a l'hivern.

## Fauna i flora

### Fauna

#### Mamífers
El Magaliesberg és el lloc de vida i cria d'animals de la sabana, el prat de les terres altes i la muntanya. Fins al segle xix, moltes espècies de mamífers estaven presents. Els ramats d'elefants, búfals, rinoceronts i girafes eren nombrosos. A causa de la caça al segle xix, la densitat dels mamífers ha disminuït molt: almenys vint espècies han desaparegut. L'augment de les superfícies agrícoles és també denunciada per les associacions de conservació de la naturalesa Cert efectiu de població ha estat reintroduït reeixidament com l'Antílop sabre que és una espècie endèmica, l'antílop rouanne, l'oryx, el nyu, la zebra o ben bé encara la girafa. Totes aquestes espècies es troben a les reserves de Rustenburg i Silkaatsnek. El mateix passa amb l'antílop de kudu, que és rar fora de les reserves: es pot veure als vessants orientats al nord. Tanmateix, sembla difícil reintroduir amb èxit l'elefant, el rinoceront, el búfal i l'hipopòtam, tots els membres dels quals han estat delmats en aquesta regió.
Molts mamífers són visibles a diversos entorns del Magaliesberg El porc espí és l'un d'aquests animals que és representat a diferents pisos; el mateix passa amb les dues espècies de mustèlids que de vegades es poden confondre: el turó comú i la mostela de clatell blanc. De petits ratpenats d'una talla inferior a 10 centímetres viuen a les grutes i els boscos així com sobre els penya-segats: el ratpenat de cova de Schreibers que hiverna a les muntanyes és la més comuna.
Altres espècies es distribueixen amb més precisió. El bosc tropòfil és el lloc de vida de la geneta comuna de cua blanca i de la geneta tacada de la cua negra. Aquests petits carnívors nocturns tenen un abric color crema i clapejat de negre. El petit rosegador nocturn, el grafit, caça insectes; una altra espècie del gènere Graphiurus està establerta en les tarteres de la part superior dels pendents, és Graphiurus platyops. L'esquirol Paraxerus cepapi és present al nord de la cadena. Aquest animal temorós busca llavors i insectes sobre les branques i de vegades a terra. Diversos individus poden reagrupar-se i agitar la seva cua per fer fugir depredadors amenaçadors, sobretot les serps
Dos antílops de talla similar viuen al bosc clar : l'antílop Reboc (Pelea capreolus) que és endèmic del Magaliesberg (com l'antílop sabre) i la Redunca de muntanya. La diferenciació és possible gràcies a les seves banyes. En efecte, aquelles del Reboc són fines, dretes i gairebé paral·leles la una de l'altra, mentre que aquelles de la redunca de muntanya formen una corba cap a l'exterior del cap de l'animal La redunca prefereix els territoris més calents, és doncs principalment repartit sobre els pendents nord de les muntanyes; aquest antílop té igualment necessitat de baixar abeurar-se més regularment que el reboc : aquest últim pot passar la nit sobre les alçades. Les dues espècies difereixen també per la seva organització social : mentre que els rebocs mascle tendeixen tots a esdevenir mascles dominants, certs redunca es desplacen sense reivindicar el seu domini sobre un territori.
El facòquer viu al peu dels pendents i a les prades : s'instal·la a túnels excavats pel porc formiguer. Aquest últim s'alimenta de tèrmits, tot com el protèles (aardwolf, nom comú en la regió) que igualment és present al peu dels pendents i aprofita caus abandonats. El xacal de llom negre viu en territoris on la coberta forestal no és densa i el sòl és lleugerament inclinat; aquest carnívor caça a la nit, sol o en parella. Aquest animal conserva generalment la mateixa parella per a tota la seva vida Malgrat la seva reputació d'assassí de ramaderies, es va alimentar principalment d'insectes i de petits vertebrats El caracal sofreix també d'aquesta reputació; les preses d'aquest felí d'orelles negres són no obstant principalment ocells i petits mamífers. A les vessants s'estableixen cinc espècies de mangostes: la mangosta de cua blanca és la més gran de totes, mesura un metre de la boca a la cua. Les altres espècies són la mangosta ratllada, la mangosta nana africana, la mangosta vermella africana i la mangosta groga. Aquests dues últimes són solitàries però es distingeixen per l'extrem de la seva cua que és negre al cas de la primera i blanc per a la segona. La hiena bruna és el més gran carnívor del Magaliesberg : la seva talla és equiparable a la d'un gos Santbernat. Es beneficia de la presència humana, ja que no vacil·la a aventurar-se a les granges a la cerca de carronyes
Aquest entorn és també aquell on viuen el ratel, el gàlag, el damà roquer del Cap així com l'antílop salta-roques. Aquests dos últims són també entre els escassos animals a ser presents sobre la cresta Mamífers més petits com la llebre dels matolls, l'eriçó Sud-africà, la rata-talp africana o encara diverses espècies de Jerbus petits i de ratolí viuen en aquests pendents.
Les colles de mandrils són fàcilment identificables, especialment les de l'espècie de chacma. Tot i que normalment viuen als penya-segats, els babuins chacma solen aventurar-se en granges a la recerca de menjar. Els clans poden arribar als cent individus, però amb més freqüència compten amb uns cinquanta membres Un petit grup de mascles majors dirigeix el grup que recorre fins a 10 quilòmetres per dia. Les pedres que regiren i els forats a la terra són els signes del seu pas Els babuíns es resten sobre els penya-segats quan la nit cau o quan se senten amenaçats Passen la nit amuntegats a les esquerdes, però es defensen en grup si un depredador intenta apropar-se
El lleopard és encara present a l'estat natural, principalment a la densa vegetació de les kloofs (barrancades). Aquest gat nocturn caça grans mamífers com l'antílop salta-roques i el damà roquer, però evita allunyar-se del bosc No obstant això, les poblacions d'aquests grans mamífers estan disminuint i de vegades el lleopard ha de conformar-se amb preses menys importants
Al voltant dels rius i dels reservoris d'aigua, una gran part de la fauna pot ser percebuda. Per a altres espècies com la mona verda, és el lloc privilegiat per la vida. Aquest primat de talla mitjana viu en colles d'una vintena d'individus Aquest entorn és habitat per tres carnívors : la civeta africana d'una longitud de 50 centímetres, la llúdria del Cap que és dues vegades més gran i la mangosta dels pantans. Aquestes dues últimes espècies són sobretot actives a l'alba i al matí fins a arribar a la tarda. Finalment, diverses rates i musaranyes ocupen igualment les vores dels rius

Mostra de fauna de Magaliesberg
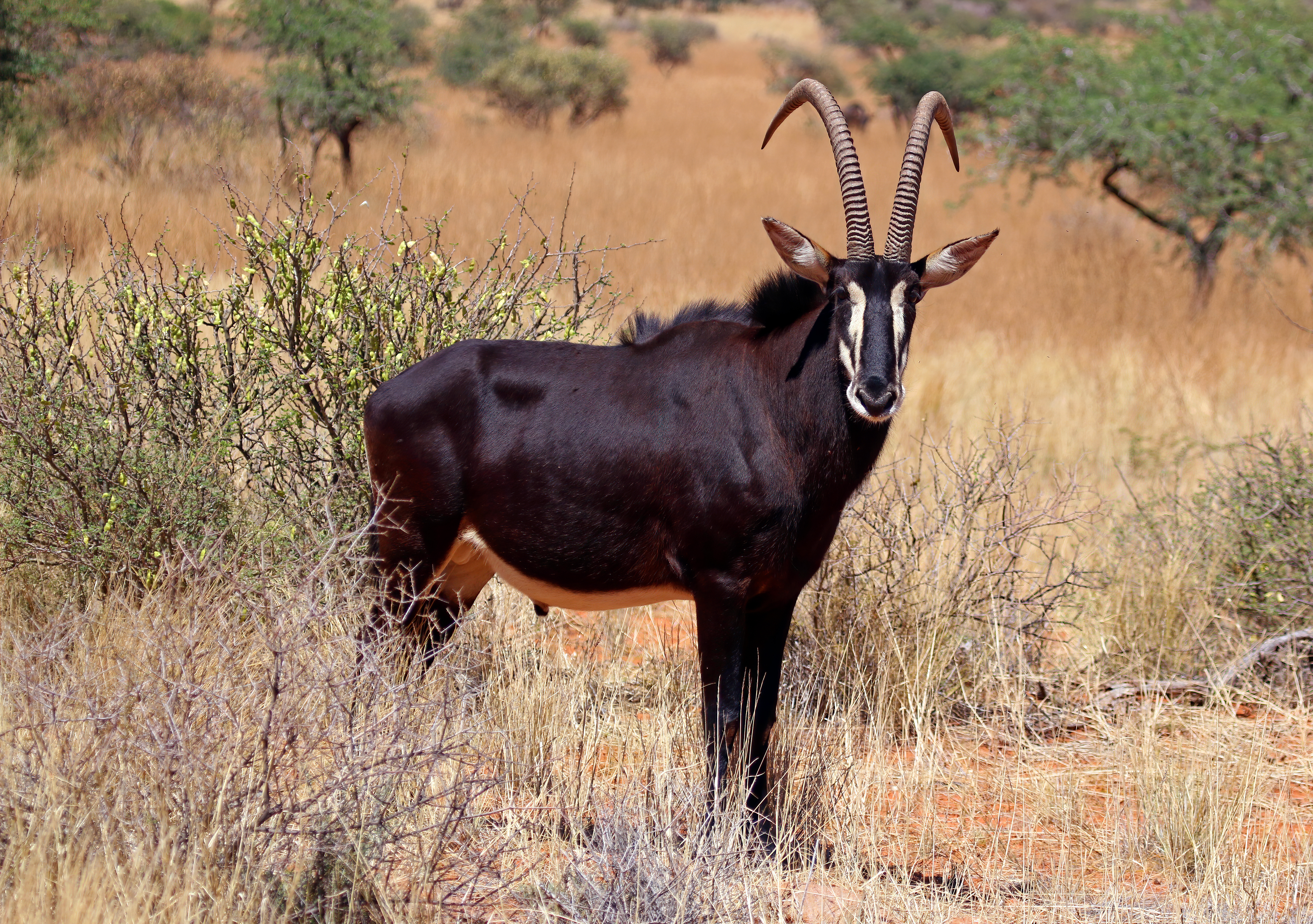
Mascle adult d'antílop sabre
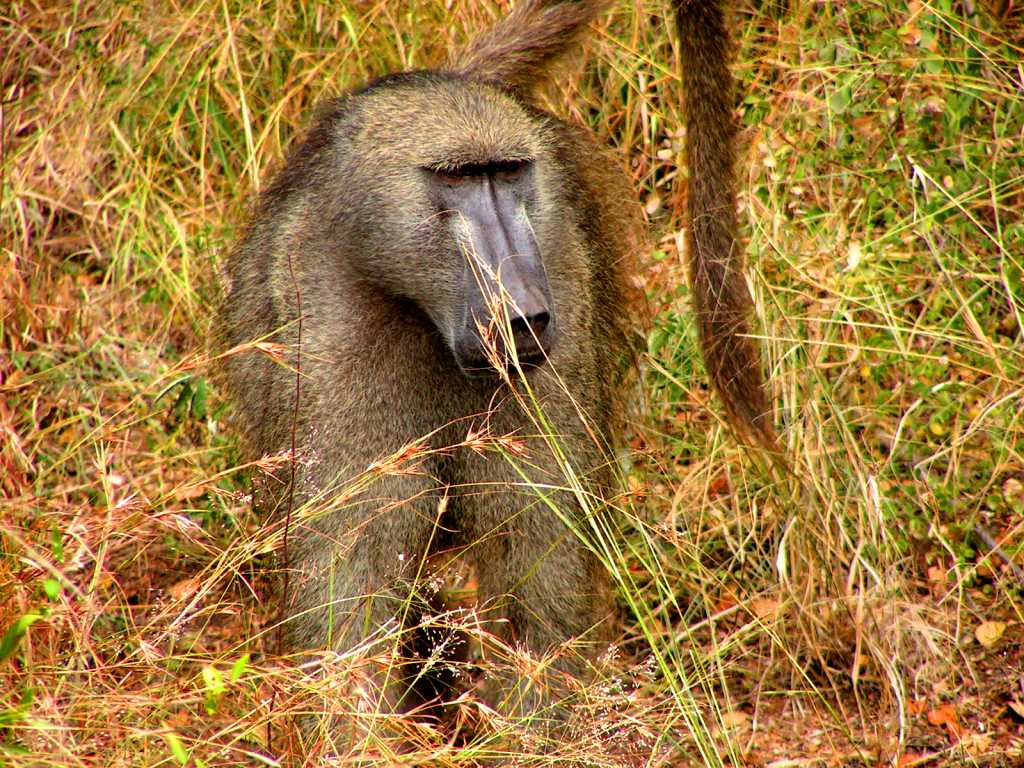
Mascle de babuí Chacma
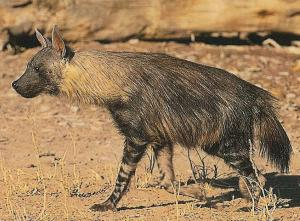
Adult de hiena bruna, el més gran carnívor del Magaliesberg
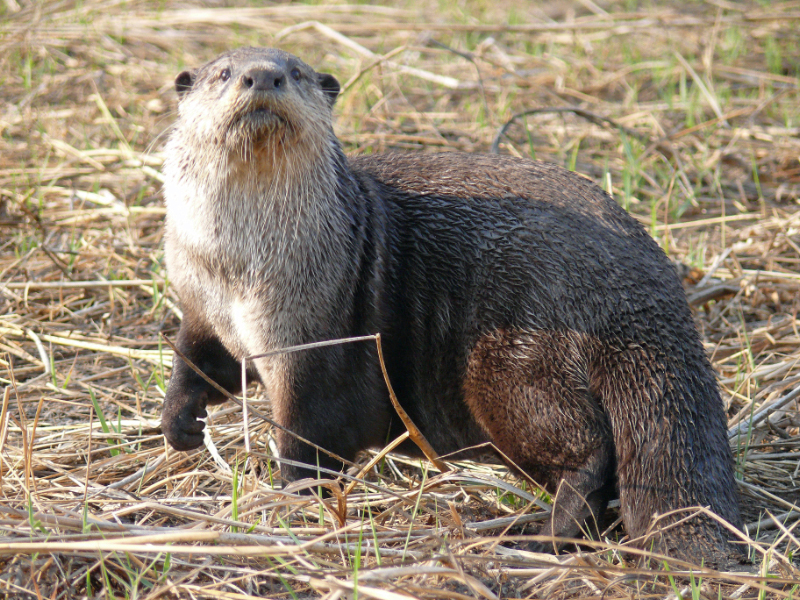
Mascle de llúdriga del Cap en Namíbia

#### Ocells
La regió compta amb un nombrós efectiu en la biocenosi, d'ocells, més de 300 han estat ja censades,. Els suaus pendents amb una coberta forestal més o menys densa i, al contrari, els penya-segats permeten diversos tipus de nidificació. Les tres espècies de cigonya vista es troben disperses en diferents ambients: la cigonya d'Abdim i la cigonya blanca viuen els vessants mentre la cigonya negra viu als penya-segats. No obstant això, el seu nombre disminueix a causa del deteriorament del seu hàbitat a Europa
Sobre els pendents viu l'àguila cuabarrada que hi troba la majoria de les seves preses : principalment de petits mamífers. Un altre rapinyaire, l'aligot comú migra d'Europa oriental a l'octubre i torna allà al març; al Magaliesberg s'instal·la a la sabana o a llurs vessants herbacis. De petits ocells viuen fins i tot a terra com el francolí del Natal que es camufla en el paisatge, el francolí coqui, el francolí de Swainson i la pintada comuna que s'ha establert al peu de la muntanya. El primer és el més comú Cinc espècies de tórtores són representades : la tórtora del Senegal al bosc clar, tórtora del Cap i tórtora ullvermella allà on la coberta forestal és més important, la tortoreta de Namaqua i la tortoreta d'ales maragda són presents sobre el vessant nord més sec. Les ales del turac unicolor semblen més molestar-lo que ajudar-lo a la seva col·lecta diària de fruits. Sobre els rocams dels pendents alts hi viuen el sit de Tahapis i el sit de pit daurat (Emberiza flaviventris) : la seva aparença és molt pròxima. Hi ha dos abellerols representats: l'europeu és un dels ocells més colorits de la regió, l'abellerol frontblanc és més rar. El calau becnegre, el calau becgroc septentrional i el barbudet frontgroc poden ser ataüllats en aquest entorn. Cinc espècies de picots verds són igualment presents : el picot cardenal, el picot cuadaurat i el picot de Namaqua són els més corrents, les dues altres espècies són molt rarament albirades.
Més avall sobre els pendents, el botxí pit-roig viu sobre les branques de les acàcies. Aquesta espècie acolorida comparteix el seu territori amb <i>Cinnyricinclus leucogaster</i>, Euplectes ardens, la vídua del paradís i la vídua de cua d'agulla. Aquestes dues darreres ocupen els nius d'altres ocells Moltes aus petites s'apropen a habitatges humans : la pitília d'ales verdes, Lagonosticta rhodopareia, el <i>Uraeginthus angolensis</i> i el Bec de corall senegalès són entre aquests. Alguns ocells nocturns són igualment presents : el xot africà i el duc africà així com el mussolet perlat; aquesta última espècie és activa des de la fi de la tarda.
Els "kloofs" són habitats per molts ocells entre els quals el barbut crestat, el barbut de collar als boscos més densos, l'alció capbrú i l'alció estriat que viuen tots dos a la vora del bosc. Aquest territori té menys rapinyaires que les altres vessants amb només tres espècies representades: l'arpella d'antifaç africana caça als penya-segats, l'astor blanc-i-negre i l'esparver menut africà. El colom ullgroc i el colom de Guinea són les seves preses. Diferents cants es fan sentir sobretot aquell del Turdoides jardineii que pot ser confós amb el cant de burleta de la puput arbòria verda; el cant del mascle i de la femella de l'espècie Laniarius ferrugineus són molt harmoniosos. El cossypha caffra i el Cossypha humeralis són censats als kloofs. Aquests barrancs concentren igualment moltes famílies de pardals entre les quals les papamosques del paradís (gènere Terpsiphone) i sobretot el terpsiphone viridis, de túrdids, de fringíl·lids, de cucúlids, d'estúrnids així com de timàlids. Set cucúlids són presents : cutcut pit-roig, cucut negre, o cucut reial jacobí que roba el niu del bulbul barbat. Els altres cucúlids són el cucut reial de Levaillant, el cucut maragda pitblanc i el cucut maragda de Klaas.
Els penya-segats són ocupats per l'espècie emblemàtica que és el voltor del Cap del qual la població declina. És enverinat o abatut per grangers que el consideren falsament com una amenaça per a la ramaderia L'àguila negra o encara l'aligot pit-roig viuen igualment sobre aquests escarpaments : només 16 parelles d'àguiles negres van estar censats l'any 1990. Dels rapaces més petits són visibles : el falcó lanier, el falcó pelegrí que és molt escàs a la regió i el falcó crécerelle.
Sobre la cresta, la floració de les àloes atreu de nombrosos nectarínids com el souimanga malaquita o el Cinnyris talatala. Dels apòdids hi ha representació també en aquest entorn : el falciot del Cap, el ballester comú així com el falciot cuablanc petit. De petits ocells tals que el Thamnolaea cinnamomeiventris i el Monticola rupestris se'n perceben sobre les penyes.

Els rius i els dipòsits dels embassaments atreuen una trentena d'espècies d'ocells. El pigang africà caça i es reprodueix a prop dels embassaments. Diversos ànecs ocupen els dipòsits : poden ser l'ànec negre africà, l'ànec becgroc, l'oca d'Egipte i l'ànec arbori carablanc. Tots viuen sobre aquest mateix territori. El corb marí africà i el corb marí gros descansen sobre les ribes amb les ales extenses per que se'ls eixuguin. Les garses i de més petits ocells com el blauet malaquita o el teixidor vermell aprofiten també les masses d'aigua del Magaliesberg.

Ocells de Magaliesberg
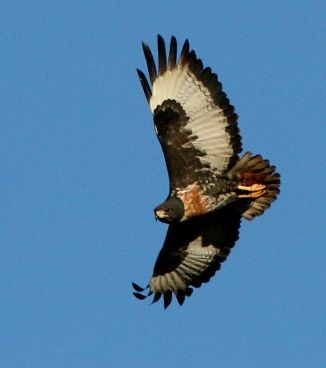
Aligot pit-roig en vol en Sud-àfrica.
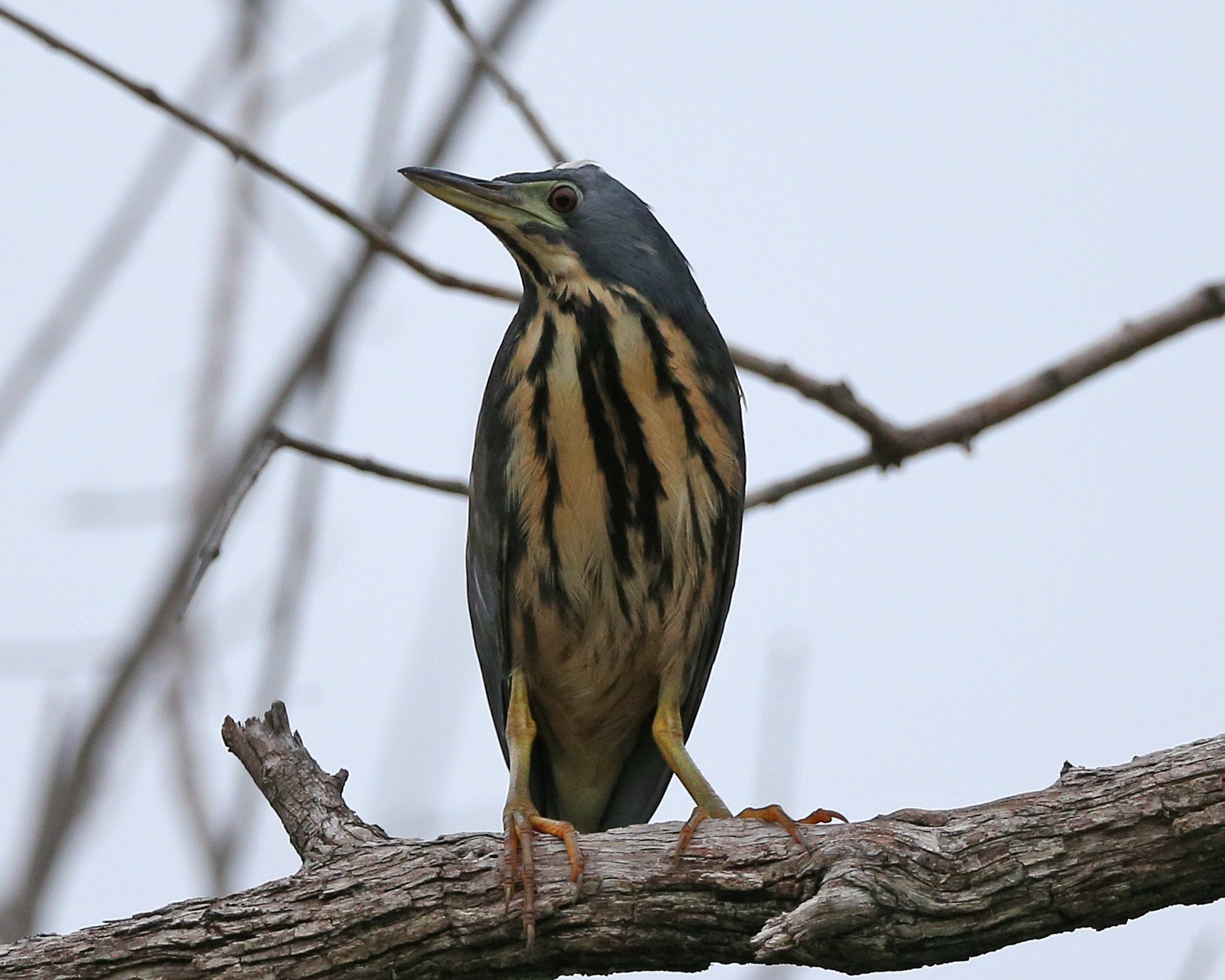
Martinet menut de Sturm al nord de Johannesburg
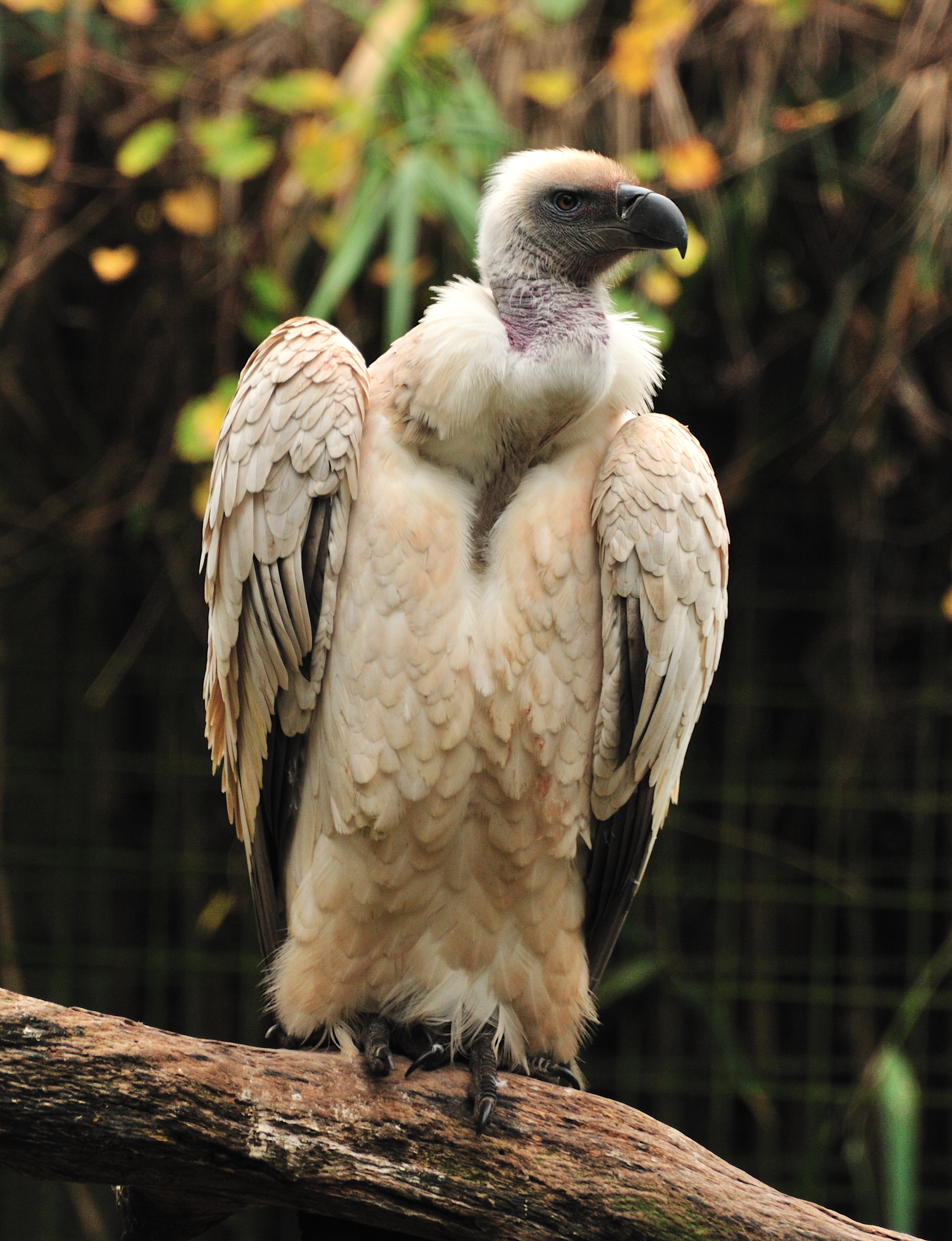
Espècimen de voltor del Cap.
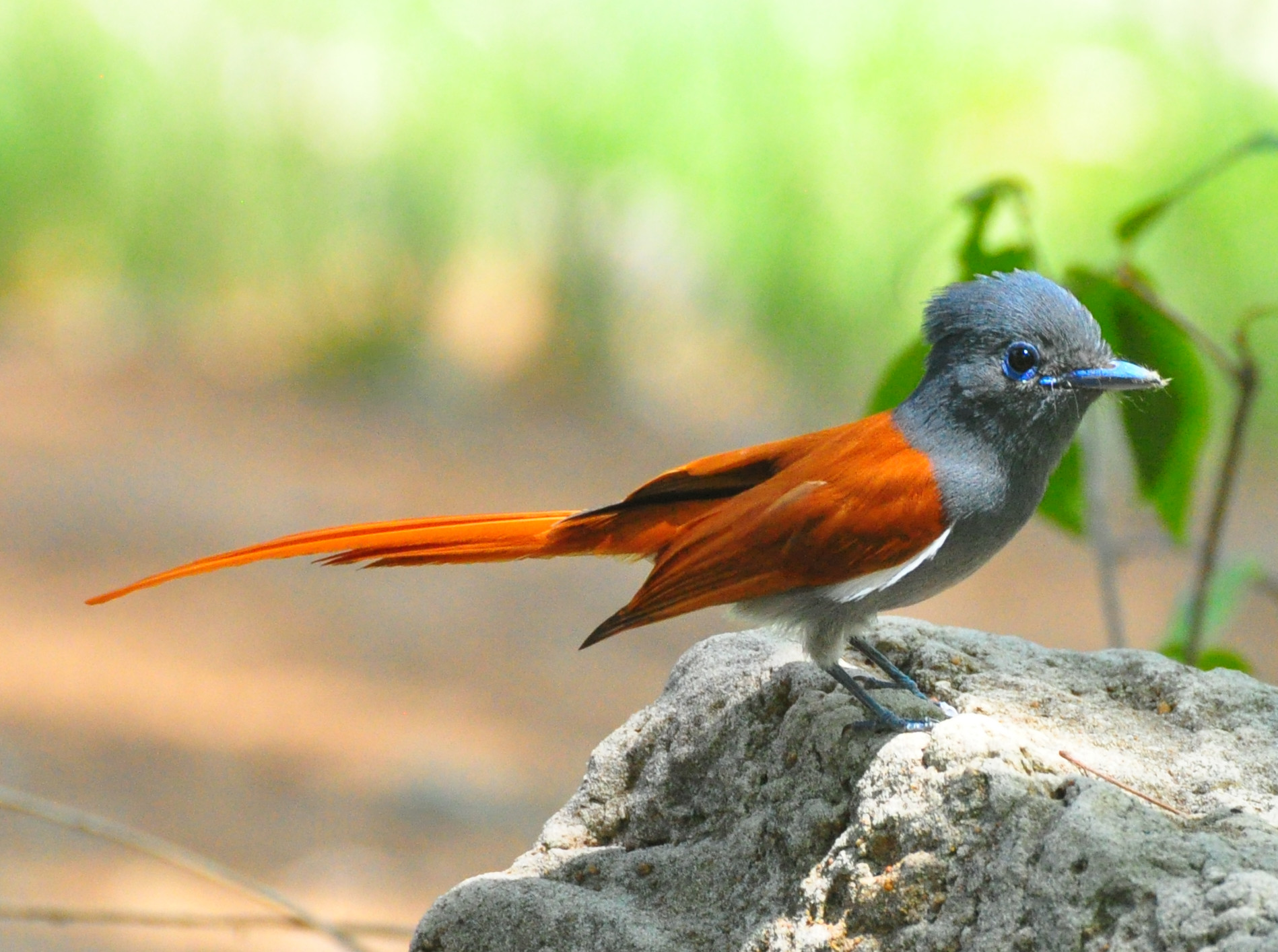
Terpsiphone viridis en Namíbia.

#### Rèptils, amfibis i invertebrats
El Magaliesberg compta més de 80 espècies de rèptils i d'amfibis, entre els quals una desena de serps verinoses de les quals sis d'ells són una amenaça real per a l'home. El nombre d'espècies d'invertebrats és incomptable.
Les serps verinoses són repartides per diferents hàbitats però eviten generalment les zones forestals L'escurçó bufadora mesura un metre de mitjana, s'alimenta de rosegadors i de petits mamífers que troba sobre la majoria dels pendents : la seva mossegada inocula un verí molt poderós per a les seves preses com per a l'home. L'escurçó de banyes de Sud-àfrica, Bitis caudalis és més petit i menys perillós. Aquest animal és rarament trobat; és caracteritzat per les seves dues banyes a sobre dels ulls Causus rhombeatus i Dasypeltis scabra mesuren tots dos una cinquantena de centímetres i aprecien les altes herbes. Naja mossambica és una espècie que es manifesta per la seva irascibilitat i la seva rapidesa de desplaçament. Aquesta serp de 150 centímetres ejecta llur verí als ulls del seu agressor fins a 2 metres de distància. És pròxim del Naja annulifera que es troba a la sabana al nord de la cadena. A l'est de les muntanyes pot sobrevenir la fugissera cobra h<i>emachatus haemachatus</i> que no ataca si no és en últim recurs. El boomslang de color verd i Thelotornis capensis són dues serps arborícoles molt discretes. Elapsoidea sundevallii i Atractaspis bibronii tenen una mossegada dolorosa però rarament perillosa; aquest últim és de vegades confós amb l'innocu Lycophidion capense. Les serps dels espais boscosos no són no tots verinosos, la majoria eviten d'atacar l'home. És el cas de Philothamnus semivariegatus sobre els pendents nord, de Telescopus semiannulatus de color taronja vistós i del Python natalensis que mesura de vegades 6 metres, és el rèptil més gran de Magaliesberg. Fora del bosc, es troben d'altres serps innòcues per a l'home atrets per l'abundància de la fauna com Boaedon fuliginosus, Lamprophis aurora, Pseudaspis cana i diferent efectiu dels gèneres Typhlops i Leptotyphlops. A prop dels rius, les serps que més sovintegen són Lycodonomorphus rufulus, Philothamnus hoplogaster i Philothamnus natalensis : mesuren menys d'un metre i s'alimentessin de granotes i de petits peixos.
La cresta està habitada per molts rèptils i invertebrats. Agama atra amb escates marrons i el cap blau és visible a les roques al costat de diverses espècies del gènere Mabuya. Cordylus vittifer es distingeix per les seves escates punxegudes que el protegeixen. Les tortugues Kinixys belliana i la tortuga lleopard viuen en aquest entorn. De les vuit espècies d'escorpins presents a la regió, les del gènere Opistophthalmus i Uroplectes són presents sobre les parts altes de la serralada.
La sabana és el lloc de vida dels Lacertilis Gerrhosaurus flavigularis que arriba a vegades a una talla de 40 centímetres i Pedioplanis lineoocellata. L'amfibi Breviceps adspersus aprofita la pluja per sortir del seu cau per tal d'apariar-se. Els quatre gèneres de tèrmits presents al Magaliesberg es troben en majoria en aquest entorn : els Hodotermes i els Trinevitermes al davall dels pendents, els Odontotermes i els Macrotermes a l'oest. Els Acrididae i dels Mirmeleòntids es fan també observar entre les herbes.
Els boscos i els kloofs protegeixen el varà de sabana que és rarament percebut, el petit Acanthocercus atricollis així com dues espècies de gekkota que són Lygodactylus capensis i Pachydactylus capensis. Aquest medi ofereix una gran varietat d'animals invertebrats, inclosos els lepidòpters visibles a la seva forma adulta de papallona a l'estiu i la tardor. Es poden citar les espècies Belenois aurota, Junonia hierta, Colotis antevippe, Anthene definita o encara Macroglossum trochilus amb el vol més ràpid. Gynanisa maja té una envergadura de 12,5 centímetres. Les vespes dels gèneres Odynerus i Eumenes són dites «maçones» perquè construeixen nius de terra. De les aranyes de l'ordre dels solífugs i del gènere Gasteracantha així com dels coleòpters lluminosos del gènere Lampyris són repartits per la forest.
Finalment, els rius i els dipòsits són ocupats per diversos amfibis dels quals Amietophrynus garmani, Amietophrynus rangeri i l'gripau gutural. Kassina senegalensis i Phrynomantis bifasciatus es fan sentir tot al llarg de la jornada. El cocodril del Nil dona el seu nom al més gran riu de la regió.

Rèptils, amfibis i invertebrats de Magaliesberg
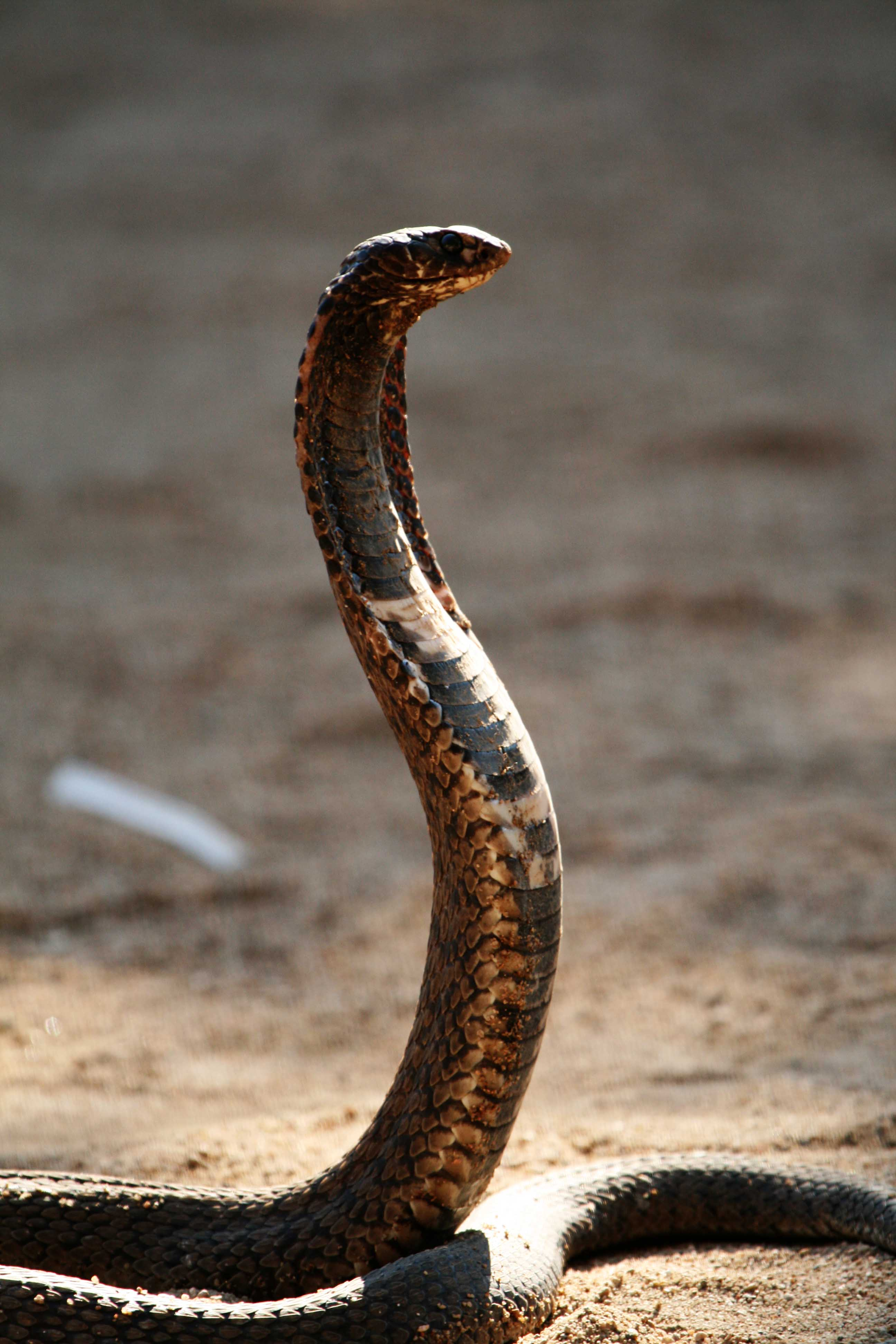
Cobra escopidora negra de collaret, Hemachatus haemachatus
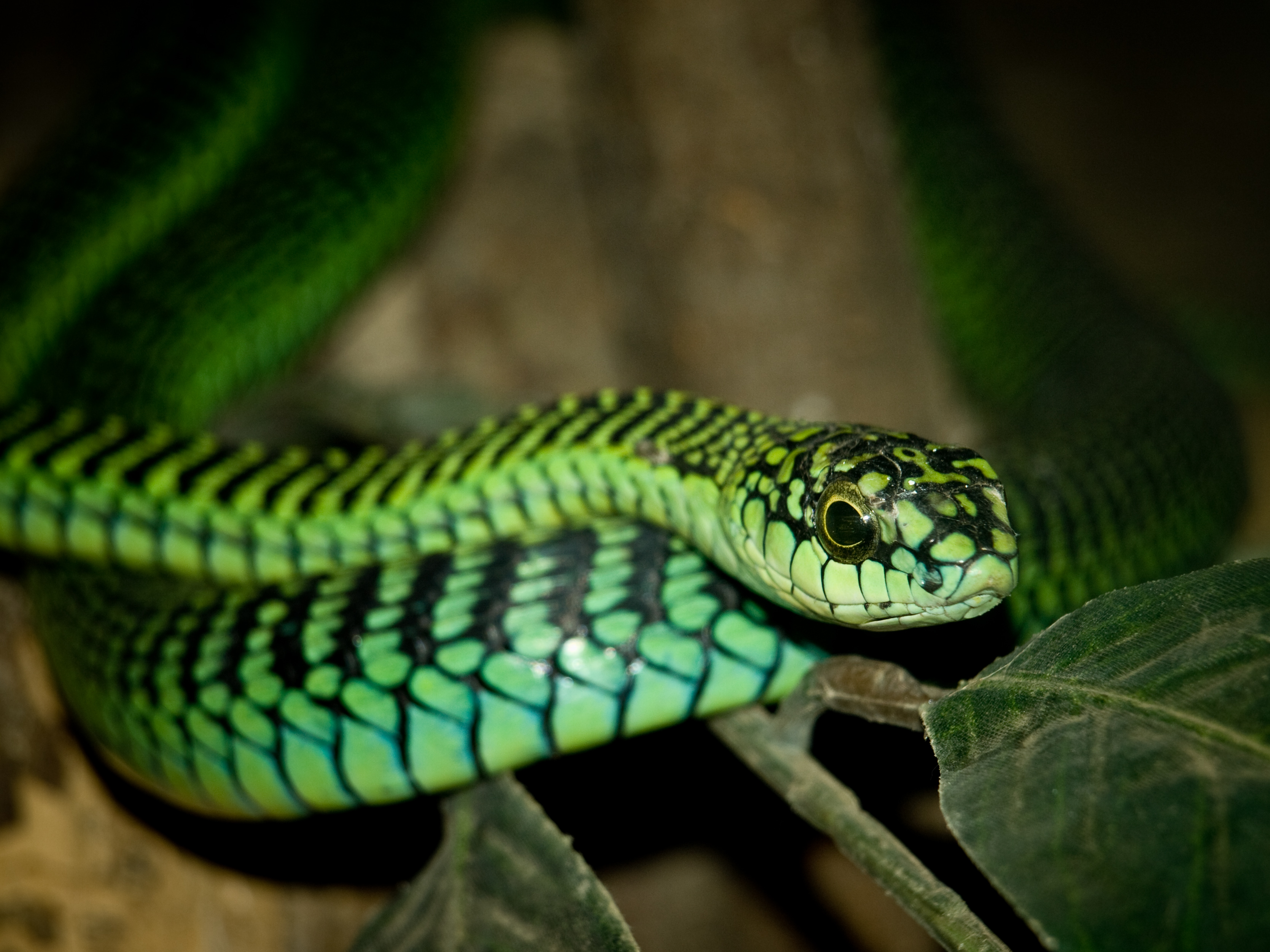
Espècimen de Dispholidus typus.
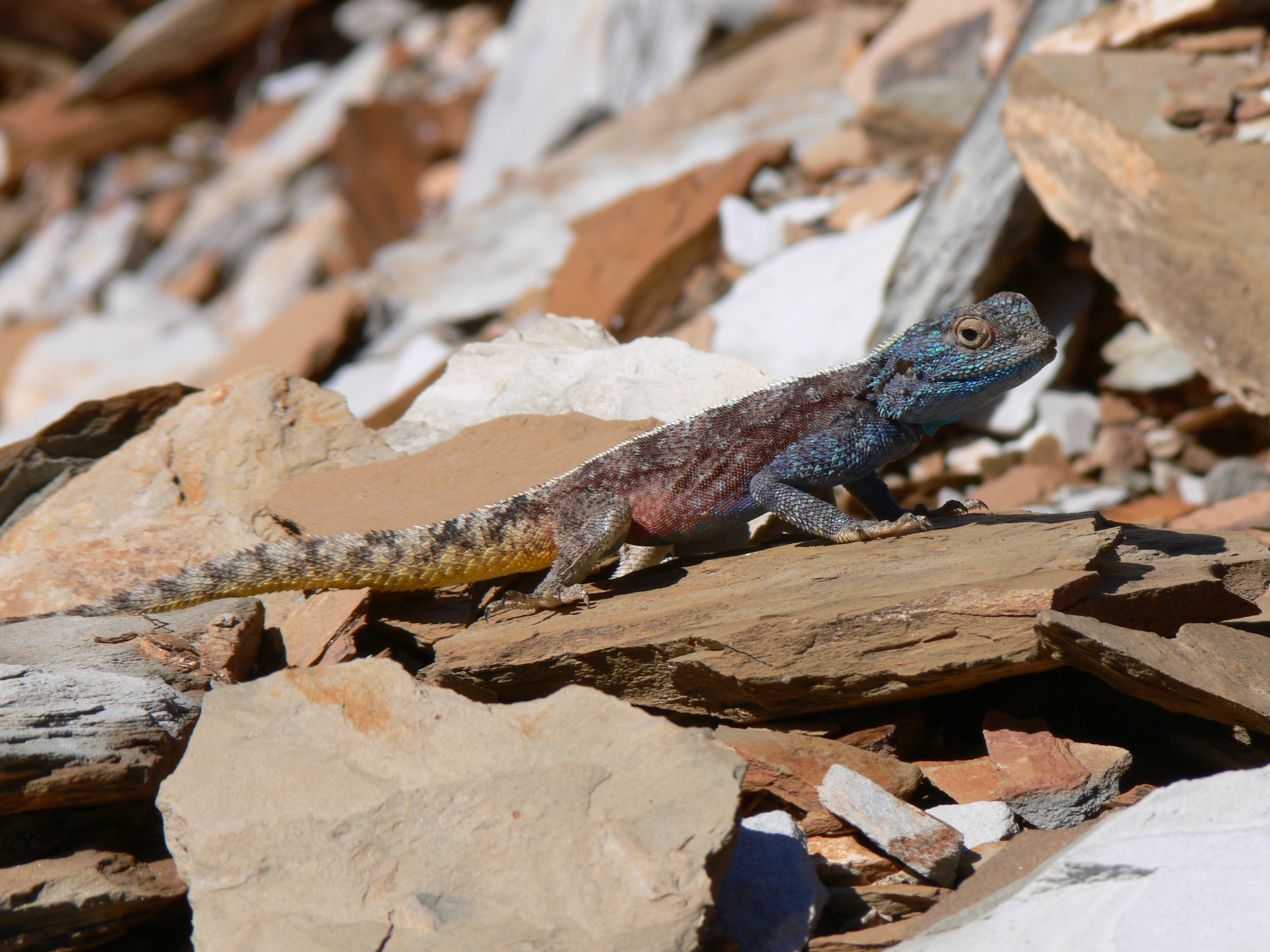
Agama atra a Sud-àfrica.
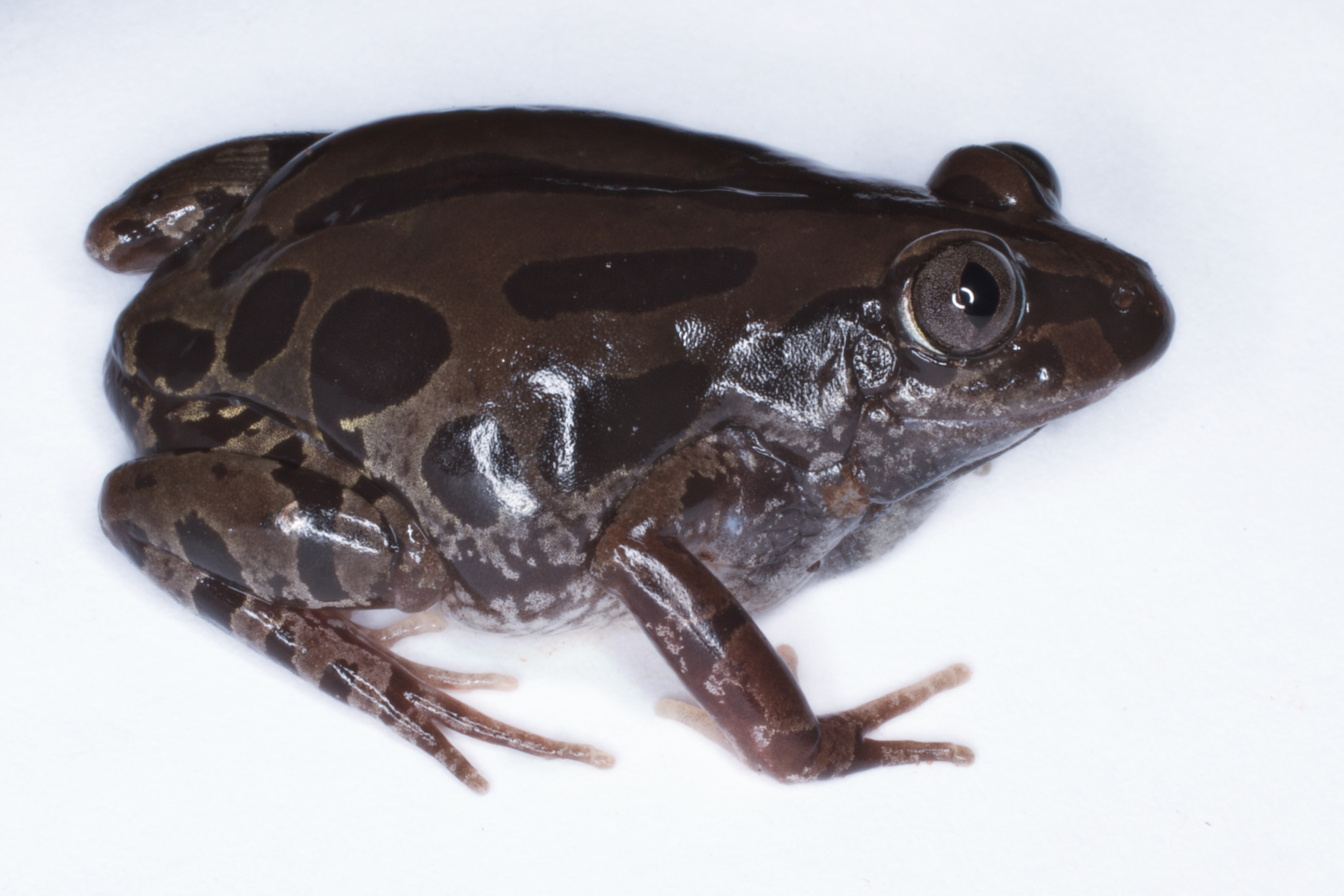
Kassina senegalensis.

### Flora
La flora del Magaliesberg es divideix en diversos biomes diferents : el de boscos tropicals i subtropicals de frondoses secs i el bosc clar però també la regió rocosa i les pastures. Més de 130 espècies d'arbres i més d'un centenar de varietats d'herbes han estat censades però moltes flors, falgueres i bolets són igualment representats
El bosc de frondoses seques es forma a prop dels rius o cursos d'aigua estivals, principalment sobre els pendents meridionals El seu terra humit i ric en humus és ideal per a diversos briòfits i de falgueres. Els briòfits són entre les plantes actuals que posseeixen més caràcters comuns amb les plantes primitives Aquests arrupits tapissos desproveïts d'arrel tenen necessitat d'humitat per desenvolupar-se : soles el bosc tropòfil i la vegetació densa de les kloofs els és favorable. Les falgueres només apareixen a la temporada de pluges a l'estiu. De fet, l'hivern és sec i aquestes plantes passen aquest període en l'estat de rizoma o zigot. Les espècies més comunes de falgueres són dels gèneres Cheilanthes i Pellaea. Diversos espècies d'arbres de fulla perenne creixen en aquest bosc com el karro guarri del gènere Euclea o espècies del gènere Diospyros. Dels arbres de fulles caduques són també presents com diversos membres del gènere Grewia sobretot Grewia occidentalis del qual les flors malves n'apareixen a l'estiu. Berchemia zeyheri brota en aquest entorn, té una fusta color rosa molt preuada i escassa. La vora del bosc tropòfil és un entorn fràgil amenaçat per la pastura, certes espècies actuen tanmateix com una protecció, és el cas del Maytenus polyacantha del qual les branques cobertes d'espines formen un matollar impenetrable.
El bosc clar és majoritàriament establert sobre els pendents sud igualment A la part de damunt d'aquests pendents empenyen Cussonia paniculata del qual les flors amb l'olor pudent atreuen els insectes. Diverses espècies del gènere Acacia són representades; Acacia caffra que fa vida a les depressions posseeix un tronc tortuós esquitxat de petites espines i una escorça amb nusos: és aquesta espècie la més representada. Són sobre aquests arbres que creixen diferents bolets del gènere dels Trametes. A continuació, hi ha almenys sis espècies de sumacs. Vangueria infausta pot tenir estructura arbòria o arbustiva. Les fulles corbes se li tanquen apropant les vores com un llibre. En el Magaliesberg es distingeix per créixer aïlladament: tot i que està present a ambdues vessants de les muntanyes, es distancia d'altres arbres. Al contrari, les poblacions de Protea caffra s'estenen de vegades sobre diverses hectàrees sense deixar lloc a la instal·lació d'una altra espècie. Aquests arbres resistents al foc es cobreixen de flors rosa i blanc al mig de l'estiu Els bolets s'establissin sobre socs en descomposició, sobretot els Scleroderma. Geastrum alliberen un núvol d'espores a la menor pressió sobre la cambra on s'emmagatzemen; així, quan cauen gotes de pluja sobre el bolet, les espores s'emeten en el moment oportú.
Els penya-segats i la cresta proposen condicions difícils a les quals poques espècies s'han adaptat. Sobre la cresta de les muntanyes, la majoria d'espècies vegetals són plantes suculentes. Són les flors ataronjades o vermelles dels àloes que pinten el paisatge a l'hivern, sobretot aquelles de l'espècie Aloe peglerae que és una planta endèmica a la regió del Magaliesberg. Diverses plantes sobreviuen gràcies a petites butxaques de terra fèrtil però quan l'aigua ve a faltar, s'assequen totalment; quan la humitat és novament suficient, reprenen una aparença viva ràpidament La mundulea sericea resumeix les condicions d'aquest entorn: les seves petites fulles grises estan cobertes de pèl·lets per mantenir la humitat, la seva escorça té un paper isotèrmic i les seves branques són molt flexibles per evitar que el poder del vent les trenqui. Els penya-segats són poblats per dos arbres : el stamvrug i Nuxia congesta. El primer és un arbust amb fruit comestible que es desenvolupa sobre els afloraments de quarsita. Les seves fulles de color verd fosc a la part superior són de color vermell brillant. Les flors marrons del starmvrug apareixen emanen una forta olor de mel. Nuxia congesta es caracteritza pel seu llarg procés de floració: els brots es poden veure al febrer, però només s'obren al maig per deixar anar grups de flors al final de les branques. A més d'algun espècimen d′Aloe, els penya-segats estan coberts de centenars d'espècies de liquens que donen a la roca dels tons vermells, grocs o marrons.
El vessant nord veu establir-se diferents espècies del gènere dels salzes (Salix) però moltes espècies són comunes amb el vessant oposat. En alçada, els espècimens d'arbres són de petita talla però són més grans al peu dels pendents. El marula (Sclerocarya birrea) del qual el fruit groc és apreciat tant per humans com dels animals és justament situat a una altitud més baixa. Pel que fa a la talla pot arribar a una alçada de 18 metres. D'altres arbres amb fruit comestible són representats sobre e vessant septentrional, sobretot Strychnos pungens del qual el fruit és una esfera d'una desena de centímetres de diàmetre : cal pelar la pell blava tòxica per apreciar la carn bruna.
Els kloofs travessats per nombrosos cursos d'aigua ofereixen les condicions ideals per a la vegetació exuberant que hi regna tot l'any. La talla dels arbres contrasta amb els espècimens dels biòtops més àrids : certes espècies aconsegueixen a una alçada superior a 10 metres. Ilex mitis entra a aquesta categoria, ja que pot elevar-se fins a aproximadament 20 metres; Pittosporum viridiflorum és més petit que la desena de metres. Una espècie de figuera només creix a les roques exposades al sol, les fulles tenen una amplada de sis polzades. La gran falguera Cyathea dregei que mesura diversos metres d'altura aprofita la riquesa en aigua per instal·lar-se a aquest lloc. Els Drosera viuen als barrancs: aquestes petites plantes carnívores s'estenen per terra; les seves fulles estan cobertes de curts tentacles sobre els quals es col·loquen pèls enganxosos. Els insectes que s'aturen en aquestes fulles queden atrapats i digerits pels enzims.
Al peu dels penya-segats meridionals, l'ullastre i l'olivera borda del gènere Buddleja cohabiten, poden ser diferenciats gràcies a la textura més suau de les fulles de l'ullastre. L'olivera borda és pràcticament endèmica a regions de Sud-àfrica. Diferents gardènies floreixen al gener en aquest entorn. Certs arbres de la família de les cannabàcies així com de les viburns són igualment presents. Una espècie de Commelina es desenvolupa sobre aquestes roques: Commelina africana. És més coneguda sota el seu nom anglès de Mickey mouse flower; en efecte, els seus pètals grocs prenen la forma del famós ratolí. Les plantes més estranyes del Magaliesberg són sens dubte descendents del gènere Stapelia : les flors amb pètals disposats en forma d'estrella es distingeixen per la seva aparença i la seva olor de carn en putrefacció. D'aquesta manera, atreuen moltes mosques que les pol·linitzen.
Les pastures són font d'una important diversitat. Si no són modificats per l'home, permeten a la planta Themeda triandra de proliferar, principalment sobre els pendents orientats al migdia. És també a aquest entorn que es troba la planta Hyparrhenia hirta. Hi ha diverses espècies de lliris amb floració de primavera. Entre elles, l'espècie Ledebouria ovatifolia és notable per les seves grans fulles tacades de porpra. Eucomis autumnalis que floreix al desembre s'estableix a llocs protegits per penyes quan creix en la naturalesa. Vàries espècies del gènere Iris són representades al Magaliesberg. Les seves flors són blaves o grogues i la floració té lloc al començament de la primavera : és l'una de les primeres de la regió. Els gladiols i les escabioses són igualment visibles a les pastures, el mateix que espècies del gènere Kniphofia i de la família de les plantes campanulàcies. Les herbes del gènere Ocimum són prou comunes : els pètals rosa o blaus de les seves flors són llargs però dels estams encara més llargs es desenrotllen cap a l'exterior.
Les espècies invasores poden constituir un perill per a aquesta diversitat. De fet, diverses espècies s'han difós a la regió com Cereus hildmannianus als vessants septentrionals de les muntanyes: malgrat una campanya d'erradicació liderada pel Ministeri de Medi Ambient als anys vuitanta, el cactus continua proliferant. L'escampament de la figuera de moro és encara més important, ja que ha colonitzat tota la regió. Al voltant dels rius i dels dipòsits, el desmai i el pollancre vinguts d'Europa s'han establert. La mèlia, arbre originari d'Indoxina es difon al conjunt de la regió. L'embassament de Hartbeespoort presencia una important invasió del seu dipòsit pel jacint d'aigua des de la fi dels anys 1970. Aquesta planta d'Amèrica del Sud s'instal·la a les zones aquàtiques de molts països de clima càlid però la seva profusió al dipòsit de l'embassament és deguda a la contaminació del riu Crocodil en adobs. Durant l'any 1977, el jacint d'aigua va duplicar la seva massa cada dotze dies: era necessari difondre un herbicida en helicòpter per recuperar el control de la seva expansió. L'agressivitat d'aquestes espècies és perillosa per a l'ecosistema i algunes espècies de flora nativa podrien desaparèixer.
Rèptils, amfibis i invertebrats

Flora del Magaliesberg
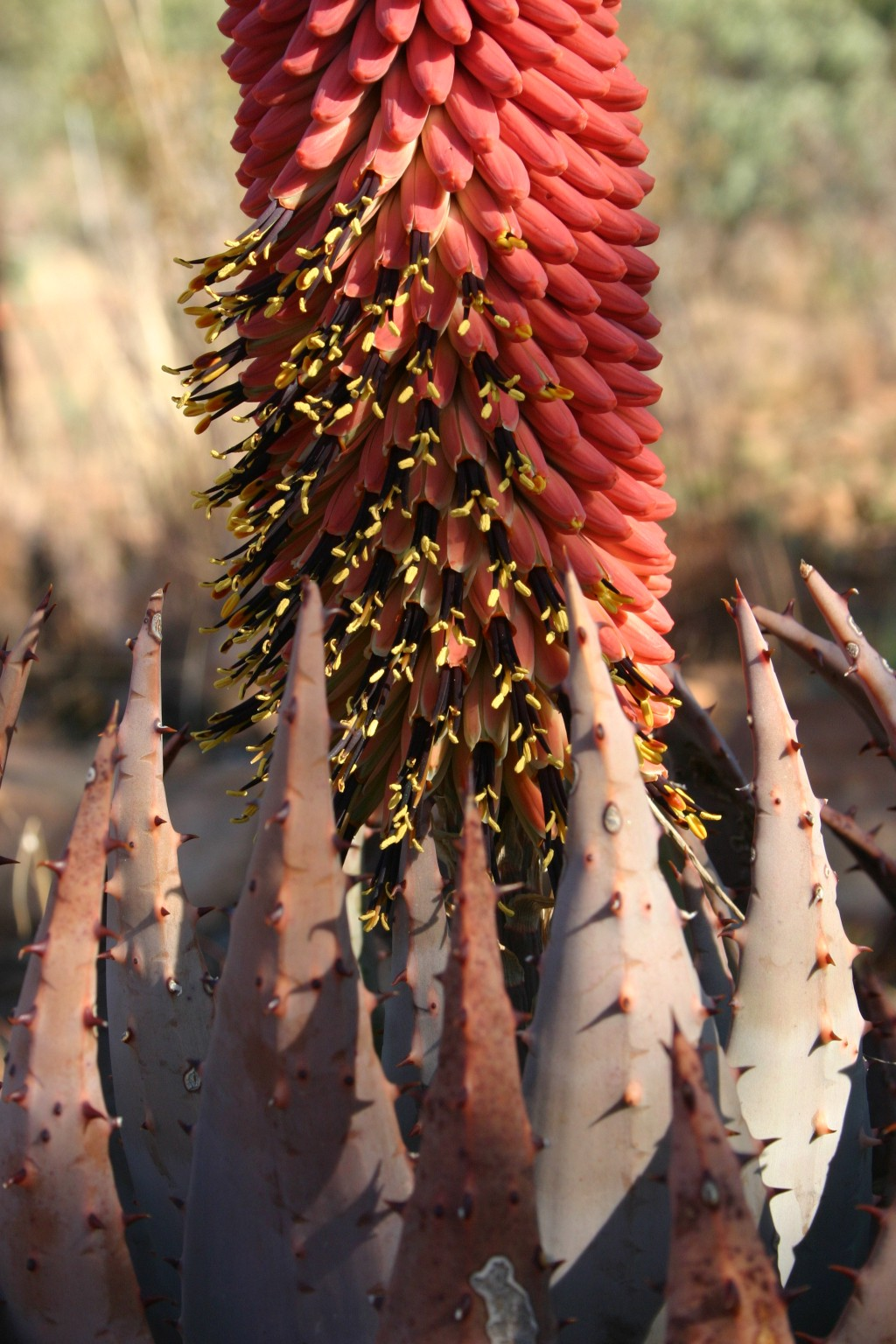
Espècimen d′Aloe peglerae, espècie endèmica al Magaliesberg.
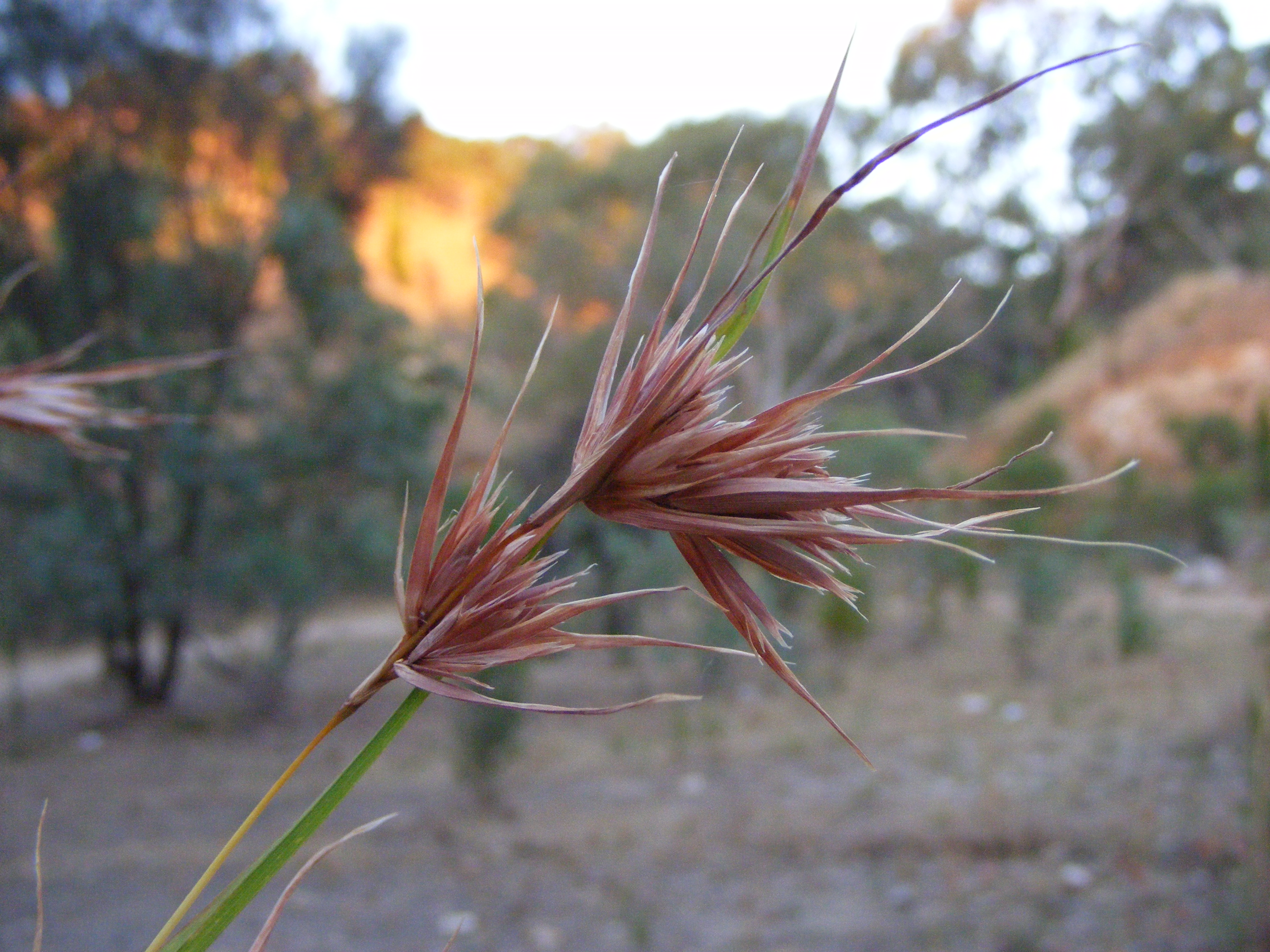
Una flor de Themeda triandra.
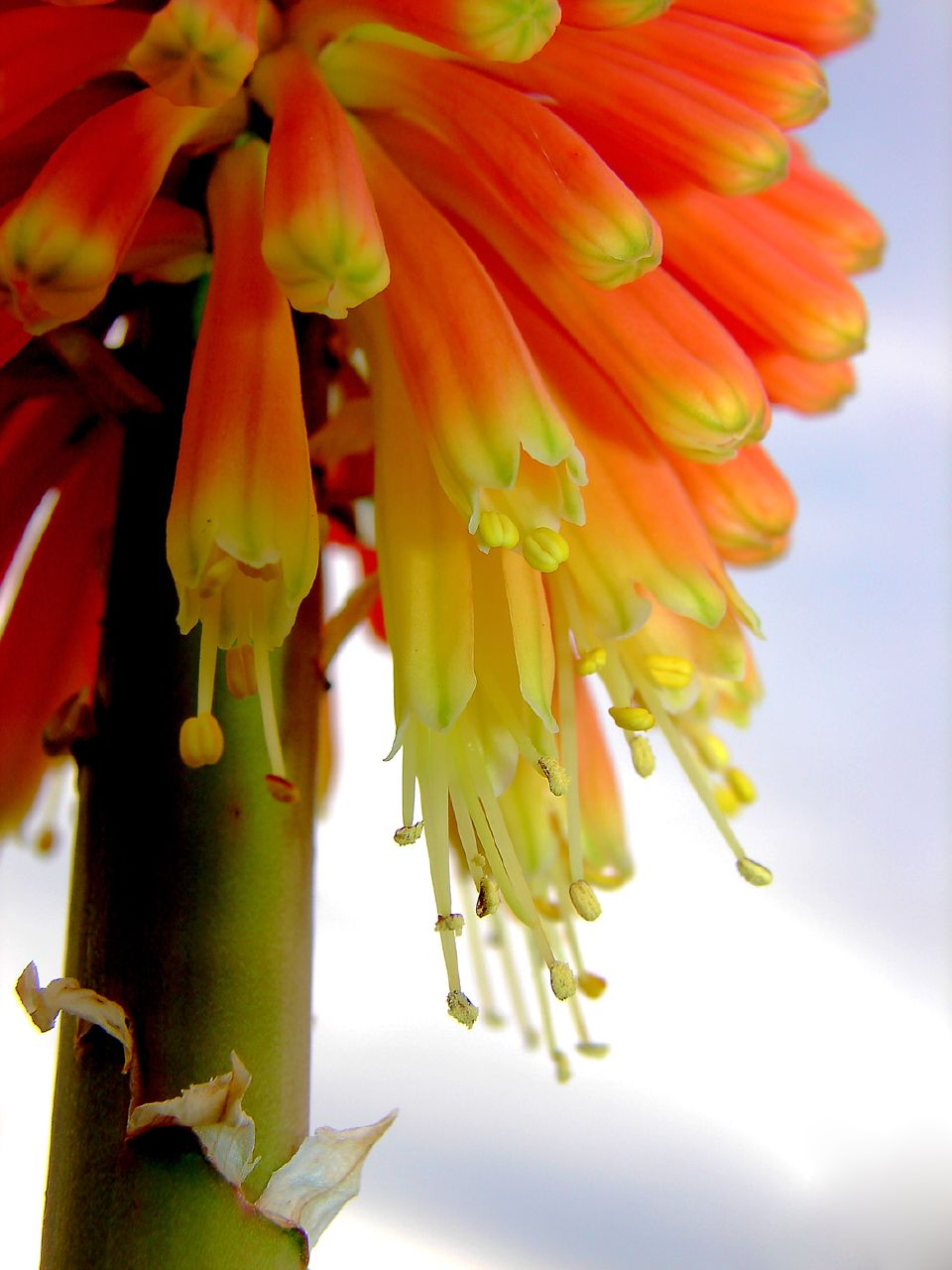
Flor del gènere Kniphofia, la K. ensifolia.
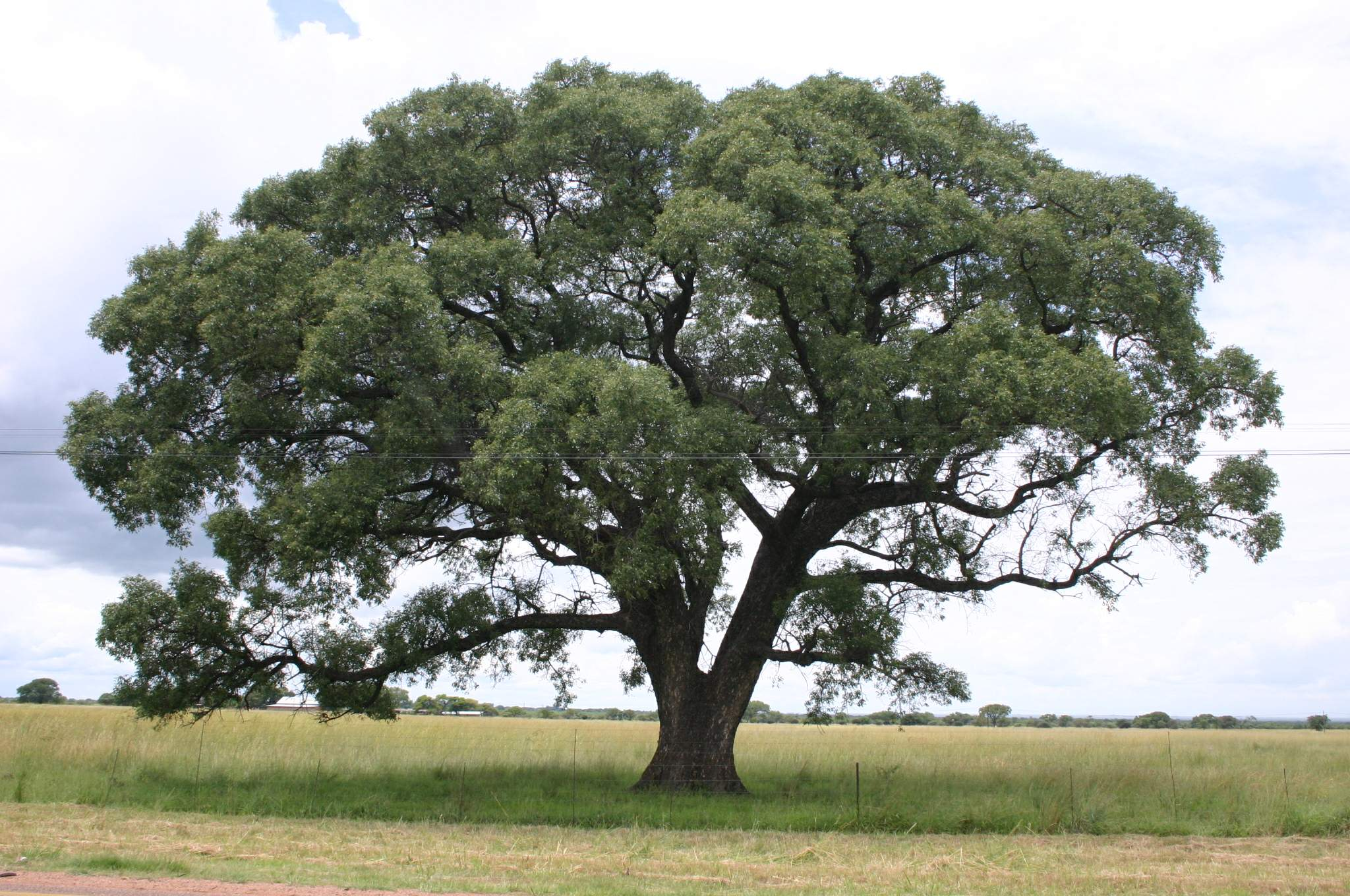
Marula al Transvaal.

## Història

### Els primers homes

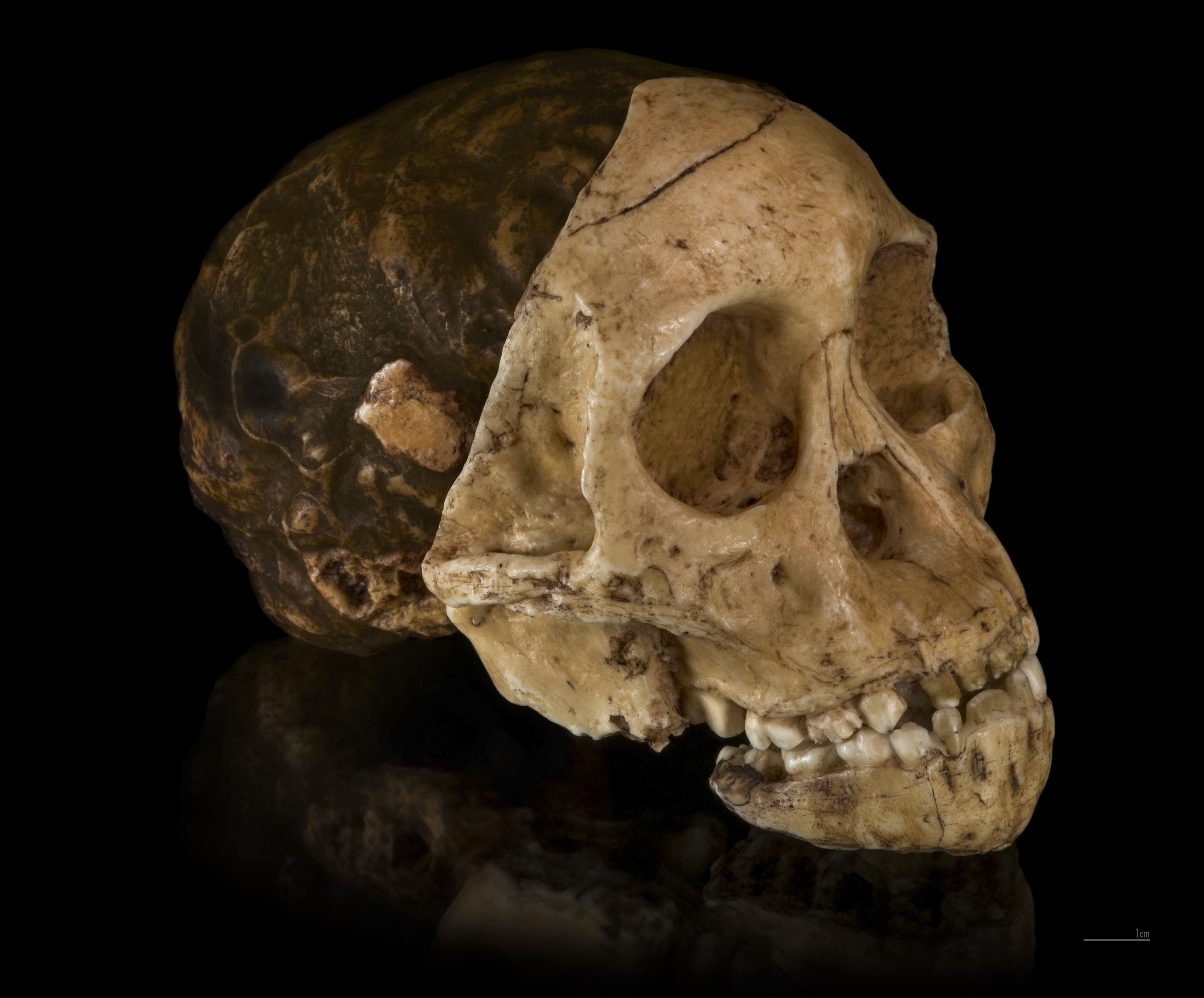
Crani del Nen de Taung descobert a la ciutat del mateix nom

L'ocupació humana a la regió remunta als primers homínids presents sobre la Terra fa tres milions d'anys. Els nombrosos fòssils descoberts a les grutes al voltant del Bressol de la Humanitat en testifiquen. Australopithecus africanus vivia a les grutes i els boscos del sud-est d'Àfrica : el fòssil del nen de Taung descobert l'any 1924 a la província del Nord-oest pertany a aquesta espècie. Aquest homínid és present a la rodalia del Magaliesberg fins a 2,5 milions d'anys abans de la nostra era Paranthropus robustus el reemplaça en aquesta època : podria tractar-se d'una evolució o bé l'arribada d'una nova població. P. robustus és instal·lat al Magaliesberg durant més d'un milió d'anys. Es desplaça probablement en grup i es defensa amb bastons i pedres; la seva extinció remunta a un milió d'anys.

### Edat de pedra
Homo habilis apareix al mateix temps que Paranthropus robustus, el seu origen és incert : podria ser una evolució de l'espècie Australopithecus africanus o ben descendent d'una població vinguda de l'est africà. Aquest avantpassat de l'home modern és totalment bípede i la seva capacitat cranial és molt més important que la d'Australopithecus. Omnívor, fabrica eines primitives en pedra que li permeten caçar i de retallar la carn : sembla preferir la quarsita a altres roques menys sòlides. De tals objectes han estat descoberts sobre el lloc de Sterkfontein situat a una vintena de quilòmetres al sud del Magaliesberg. Homo erectus viu entre un milió d'anys i 300 000 anys abans del present : la seva capacitat cranial és encara més desenvolupada, l'espècie es difon sobre diversos continents.
Les primeres traces d'Homo sapiens al Magaliesberg remunten a 100 000 anys aproximadament : ocupa l'est de la cadena, sobre la localització de l'actual ciutat de Pretòria i a prop del riu Apies. Les seves eines són ja una mica més perfeccionades. Entre 40 000 i 10 000 anys abans del present, les poblacions de la regió coneixen nombrosos progresos tecnològics potser descendents de poblacions migrants aportant sabers nous : les pedres s'han muntat sobre bastons, aprèn a controlar el foc i desenvolupa les pintures corporals rituals. Deu mil·lennis abans de la nostra era, els progressos s'intensifiquen amb l'auge de l'arc i de les fletxes enverinades que faciliten enormement la caça. Aquesta societat és sempre àmpliament de caçadors-recol·lectors, la població només pot respondre a les necessitats immediates. La pintura parietal i l'art rupestre apareixen : es tracta de representacions realistes d'animals inscrivint-se probablement a un sistema de creences. Aquest període marca també les primeres formes de joieria amb la confecció de collarets en ossos o en petxina.

### Edat del ferro
L'aparició de la societat de l'edat del ferro durant el segle III A.C. no significa la desaparició d'aquella de l'edat de pedra; en efecte, les dues cultures han pogut mantenir relacions fins a set segles abans de la nostra era aproximadament. Aquesta nova societat es distingeix per la ramaderia, la terrisseria i el treball del metall. L'agricultura no és practicada al Magaliesberg al començament de l'edat del ferro. La ramaderia és principalment de cabrum: això respon a una necessitat en llet més aviat que en carn, sempre àmpliament depenent de la caça. Aquestes innovacions permeten la sedentarització i l'augment dels naixements. Els hàbitats són petites barraques de brancatges i de fang assecat que mesuren entre dos i quatre metres de diàmetre. Certes habitacions posseeixen un terra elevat.
La barata amb poblacions allunyades tingué lloc probablement : uns objectes en coure, material prou escàs al Magaliesberg, i de closques de monetària (Monetaria moneta) han estat trobades. El ritus funerari es desenvolupa : s'actua sovint amb inhumació en posició estirada, asseguda o fins i tot fetal. Els cranis de membres importants de la societat han pogut ser exhumats per ser posats a urnes funeràries en el si dels poblats0. Els monticles de pedra erigits en diversos llocs tenien probablement un significat religiós
Als XIII i XIV , una nova població arriba al Magaliesberg i aporta amb ella la ramaderia bovina,. Es tracta de membres de l'ètnia Tswana que prenen posició a l'oest de les muntanyes Aquesta societat s'instal·la sobre la cimera dels turons contràriament als pobles més antics situats a les valls. Les habitacions són similars però proveïdes d'una teulada cònica de palla. Al començament del segle xvii, les poblacions construïren marges dels quals subsisteixen ruïnes per tal de delimitar la propietat a certs pobles esdevinguts relativament importants com aquell de Ho Bupye. L'apogeu d'aquesta civilització arribà al final del  XVIII : la terrisseria és fina i decorada, dels plans d'urbanisme són gravats a la roca. Les arracades en coure i el tissatge d'escates d'animals al dels homes són el signe de l'elaboració d'aquesta cultura. Paradoxalment, certes tècniques són similars a aquelles del començament de l'edat del ferro fins i tot de l'edat de pedra : l'adobament s'efectua sempre amb una pedra tallant i el ferro és sempre imprescindible a la confecció de les eines. La realització d'una punta de llança demanda encara una dotzena de dies de treball i una quantitat de carbó de bosc de dos o tres arbres sencers. Però al començament del S.XIX, aquesta societat amb sistema d'intercanvi ben establert és confrontada a una pujada de la violència en el moment d'invasions successives.

### Període contemporani
Al començament del  segle xix, la societat Tswana que s'havia establert al Magaliesberg va patir les invasions successives de les Bapedes i sobretot dels zulus portats pel gran soldat Mzilikazi, enviat pel rei Chaka l'any 1827. Havent decidit de separar-se del seu rei, Mzilikazi s'instal·la al Magaliesberg, llavors encara conegut sota el nom de « muntanyes Cashan » Hi funda la tribu de les Ndébélés.

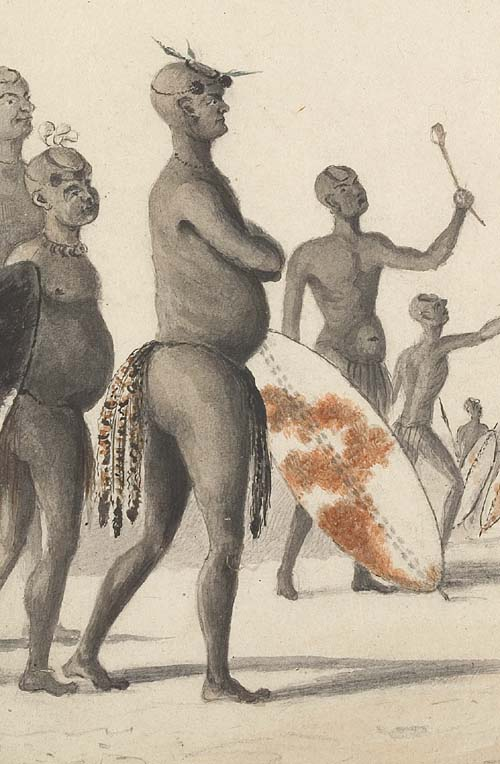
Representació de Mzilikazi, rei dels Ndébélés

És a aquesta època que dels exploradors occidentals s'aventuren a la regió entre els quals el missioner Robert Moffat que esdevé un aliat de Mzilikazi i el zoòleg Andrew Smith que travessa aquestes muntanyes entre 1834 i 1836 en el moment de la seva expedició al Transvaal.
L'any 1836, en el moment del Gran Trek, dels Voortrekkers són atacats pels impis de Mzilikazi que hi veu una intrusió al territori que controla. Les Boers contraataquen al gener 1837 amb l'ajut dels Sotho i dels Tswana de la regió. Els Ndébélés són rebutjats més enllà del riu Limpopo. Aquest acord entre els pioners i els Sotho i els Tswana es reflecteix al nom de la ciutat pròxima de Rustenburg (literalment « ciutat del repòs » en afrikaans) que és fundada l'any 1851. Els Boers s'instal·len al sud i els Sotho i Tswana al nord. La bona comprensió entre les dues comunitats continua tan bé que de vegades els Boers visiten els seus veïns al nord L'agricultura es desenvolupa fortament a la regió
El Magaliesberg és una zona de combats en el moment de la Primera Guerra dels Boers l'any 1880-1881 i igualment durant la Segona Guerra Bòer que es desenrotlla de 1899 a 1902. Les carreteres que connecten Pretoria a Rustenburg són el principal objecte d'aquesta lluita entre els britànics i els Boers.
L'any 1906, una enquesta governamental és llançada per considerar la construcció d'un embassament al Magaliesberg per tal de respondre a les necessitats en aigua dels agricultors L'any 1914, el parlament dona el seu aval i la construcció de l'embassament de Hartbeespoort s'enceta dos anys més tard Entra en servei l'any 1923 L'embassament d'Olifantsnek és acabat l'any 1932, el de Buffelspoort l'any 1933.

## Activitats

### Turisme

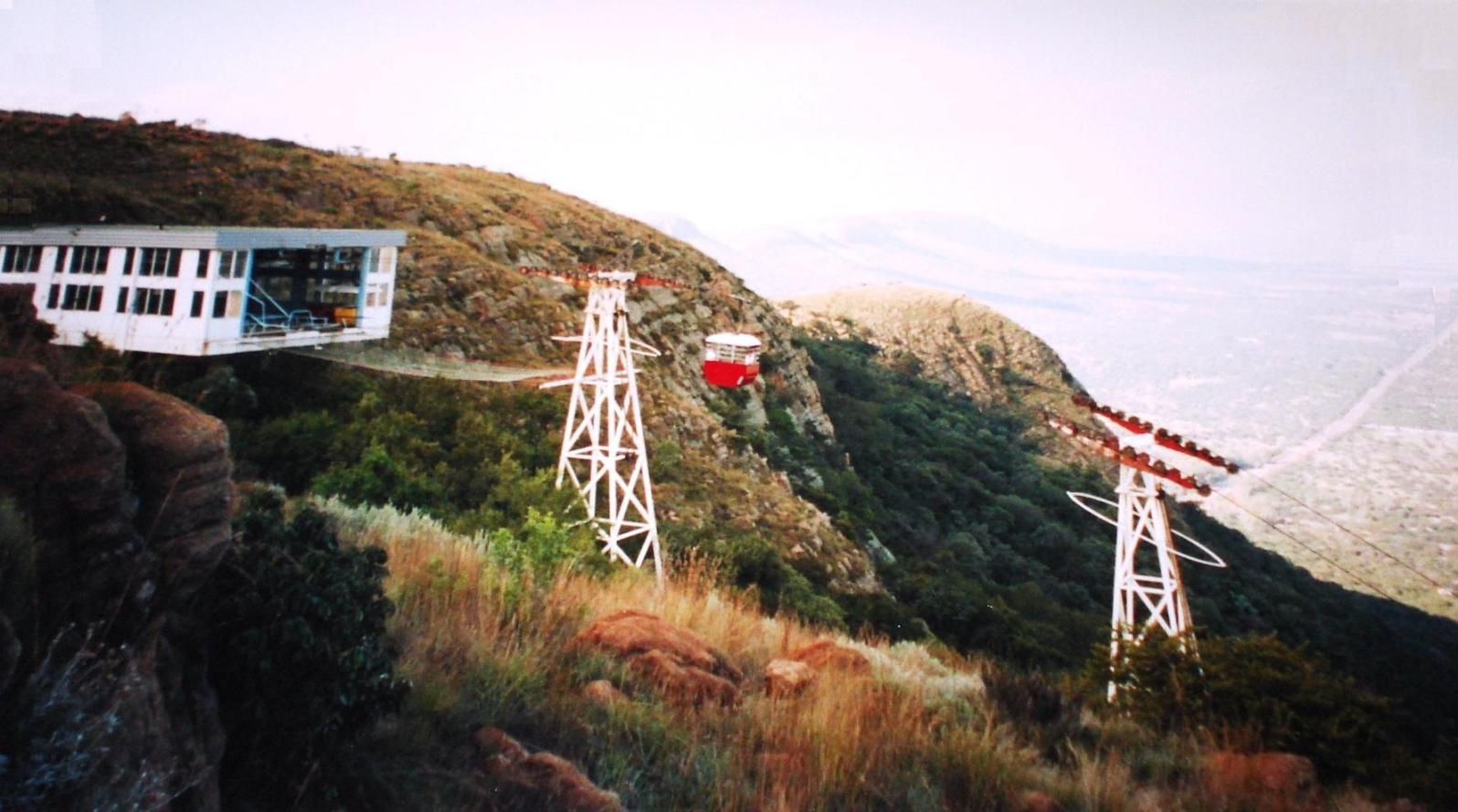
El telefèric d'Hartbeespoort

El turisme ha esdevingut un recurs econòmic important al Magaliesberg; la posada en valor de la fauna i de la flora de les muntanyes així com les nombroses activitats pretenen atreure visitants tot l'any.
La ciutat que concentra la majoria de serveis i comoditats lligades al turisme és Rustenburg. En efecte, aquesta ciutat proposa un gran nombre d'allotjaments (hotels, càmpings) i algunes activitats, sobretot la pesca. Però la majoria de les residències per a turistes són en realitat disperses a les muntanyes. El Magaliesberg compta una gran quantitat de cases i de cambres d'amfitrions situades en plena campanya que poden proposar sales de conferència. Alguns d'aquests llocs aprofiten mencions de quatre o cinc estrelles donades pel comitè d'avaluació turística de Sud-àfrica. L'allotjament també es fa en forma de cabanes, granges o fins i tot complexos turístics, inclosos els balnearis i les piscines. De vegades, la residència està unida a zones de caça i protecció
L'activitat més popular és visitar parcs naturals a peu, en bicicleta de muntanya, a cavall, en cotxe o en quad. Aquests territoris també es poden sobrevolar amb globus o ultralleugers. La caminada o a BTT a les muntanyes així com la pesca són dos altres ocis lligats a la naturalesa. Els dipòsits dels diferents embassaments de la regió han esdevingut llocs molt concorreguts d'aquesta última activitat, sobretot l'embassament de Hartbeespoort. Aquest atreu els aficionats de pesca però proposa també molts llocs d'allotjament, una reserva d'elefants propera i un telefèric, el Hartbeespoort Aerial Cableway, renovat l'any 2010 i comptant 14 cabines. Tot aquest equipament fa de Hartbeespoort un lloc clau per al turisme a la regió. Els diferents bressosl fòssils de la humanitat de Sud-àfrica són inscrits al patrimoni de la Humanitat. És sobre el lloc prehistòric de Sterkfontein que ha estat descobert el crani de Mrs. Ples estimat en 2 milions d'anys i que pertanyia a un individu de l'espècie Australopithecus africanus. Les 12 grutes que componen Sterkfontein són visitables però el conjunt de Maropeng concentra exposicions de fòssils i de les activitats més lúdiques. El seu amfiteatre pot acollir fins a 10 000 persones.
D'altres ocis són a disposició com el desplaçament en tren a vapor o la pràctica de l'escalada a les kloofs

### Protecció mediambiental
El Magaliesberg compta amb nombroses espècies endèmiques en perill. L'explotació de les matèries primeres i el turisme poden constituir riscos per a la conservació d'aquestes espècies.
Al començament dels anys 1960, la regió atreu cada vegada més turistes; és també a aquesta època que s'enceten les extraccions de sílice a les muntanyes. L'any 1974, un article del diari de Johannesburg The Star llança una campanya de protecció del Magaliesberg. L'any següent, el govern sud-africà aprovà una llei sobre la protecció de zones naturals. L'any 1975, la Magaliesberg Protection Association (MPA) és creada per facilitar l'extensió d'aquesta llei a aquesta regió Els anys que segueixen són marcats per l'oposició entre els terratinents (agricultors i explotadors de mines) que formen una associació per protegir els seus interessos i les autoritats. L'agost 1977, el Magaliesberg és admès com zona natural a protegir
L'any 1980, dos projectes en contradicció amb la llei de 1977 són revelats : la posada en marxa d'una mina de quarsita i la construcció d'una carretera a prop de la Gola Castle, un lloc fins llavors preservat de les construccions humanes. Aquests projectes no tenen èxit i, en resposta, la dècada següent consolida la protecció de la regió amb la constitució d'un comitè de gestió el 1981 (Comitè Assessor de Gestió de Magaliesberg) i la ratificació d'una nova llei el 1982. L'any 1994, el Magaliesberg esdevé un entorn natural protegit; els límits territorials de la zona protegida són definits amb més de precisió i l'administració d'aquesta protecció és repartida entre el Gauteng i la província del Nord-oest
El començament del segle XXI està marcat pel fracàs d'un nou comitè per frustrar noves construccions turístiques a la regió. El 2008 es va descobrir la construcció il·legal d'un nou complex turístic a Kgaswane, un territori del qual l'ecosistema està classificat com a "altament sensible".» La MPA demanda als propietaris, però el tribunal reconeix finalment els drets d'aquest últims. L'associació va interposar un recurs contra el Ministeri d'Agricultura i Desenvolupament Rural de Sud-àfrica i, el 2013, el Tribunal va confirmar la sentència. La pol·lució dels rius i embassaments és la que destaca la MPA que acusa les activitats agrícoles i especialment l'ús de diversos pesticides: Sud-àfrica és el primer consumidor del continent. Un estudi és fet amb l'objectiu d'establir un model per protegir l'ecosistema aquàtic dels diferents rius.
»Des de 2006, diferents actors de la protecció mediambiental han militat perquè el Magaliesberg sigui inscrit en tant que reserva de biosfera en el marc del Programa sobre l'home i la biosfera posat en marxa per la UNESCO. Es tracta de sostenir un desenvolupament sostenible i de millorar les relacions entre els actors econòmics i el seu territori. El projecte rep el suport del primer ministre de la província del Nord-oest, Edna Molewa, a continuació de les autoritats del Gauteng l'any 2008 així com dels fons importants de la part de les autoritats provincials però també del govern finlandès. El 2012, Gauteng es va retirar del projecte que ha de ser reelaborat. El maig de 2013, el programa va patir una primera denegació de la UNESCO lamentant la inclusió del centre nuclear de Pelindaba a la zona: el territori en qüestió ha de ser reconsiderat. L'any 2015, el Magaliesberg és oficialment reconegut reserva de biosfera per la Unesco